# はじめの一歩の登場人物
はじめの一歩の登場人物（はじめのいっぽのとうじょうじんぶつ）では、森川ジョージ原作の漫画『はじめの一歩』の登場人物を記述する。
担当声優は特記がない限り、アニメ版で演じた声優。

## 鴨川ボクシングジム
東京都某所にあるボクシングジム。作品開始時点で過去に日本チャンピオン2人、東洋太平洋チャンピオン1人を輩出している。現在はジュニアミドル級・ミドル級・スーパーミドル級3階級制覇の世界王者とフェザー級世界ランカーの他に日本ランカー3名を擁しており、中堅規模の強豪ジムとして知られている。練習が厳しい事でも有名。練習生は約20〜30名いるが、作中では滅多に登場しない。在籍プロボクサーは5名。
幕之内一歩（まくのうち いっぽ）
声 - 喜安浩平、國立幸（幼少期） / 三木眞一郎（ドラマCD版）
演 - 後藤恭路（舞台）
本作の主人公。元日本フェザー級チャンピオン、WBCフェザー級世界7位。
鷹村守（たかむら まもる）
声 - 小山力也 / 梁田清之（ドラマCD版）
演 - 滝川広大（舞台）
現WBC世界スーパーミドル級チャンピオン、元WBC・WBA統一世界ミドル級チャンピオン、元WBC世界ジュニアミドル級チャンピオン。誰もが認める才能と体格を持ち、前人未到の6階級制覇を目指している。
鴨川源二（かもがわ げんじ）
声 - 内海賢二（第1期 - New Challenger）、飯塚昭三（Rising）、宮野真守（戦後編） / 辻村真人（ドラマCD版） / 佐藤正治（ゲーム『FIGHTING SOULS』）
演 - 高木渉（舞台）
鴨川ジム会長。
青木勝（あおき まさる）
声 - 高木渉
演 - 塩田康平（舞台）
日本ライト級ランカー。
木村達也（きむら たつや）
声 - 藤原啓治 / 津田健次郎（ゲーム『FIGHTING SOULS』）
演 - 高橋奎仁（舞台）
日本ジュニアライト級ランカー。
板垣学（いたがき まなぶ）
声 - 浪川大輔
日本フェザー級ランカー。
青木 泰平（あおき たいへい）
鴨川ジム練習生で青木勝の弟。年齢は初登場時で15歳。木村からは「ター坊」と呼ばれている。不良グループのリーダーで河原で同級生の岡崎照をいじめていたところに仲裁に入ってきた一歩と出会う。後日、一歩の素性を知り、弟子入りを志願するも照をいじめていたことを理由に一歩から拒否されるが、照に謝罪したことで、一歩が鷹村から提示されたものと同じテストを合格出来たら、ボクシングを教えると約束され、見事、テストに合格する（後にズルしていたことを告白する）。その後は一歩から個人的にボクシングの指導を受けるが、実は他校の不良（欽太郎）とのケンカに勝つために嘘をついて一歩に取り入っていたことが判明、騙されていたことを知り激怒した一歩に張り倒された。後日、高校を退学処分になるも一歩の一撃で改心して、頭を丸めて欽太郎と共に鴨川ジムに入門、一歩を師匠と慕う。
当初、一歩は名前しか聞いておらず、ジムに入門して初めて青木の弟と知る。不良になったのも尊敬していた兄が笑いものになっていたことを目の当たりして失望・幻滅したことと、元不良の青木の弟ということで不良達に絡まれ続けたことが原因で、久しぶりに兄と再会して、大家族故に家計の負担を減らすべく、勝が家から出て行ったこと、兄弟達の学費も勝が陰ながら援助していたことを知り、兄へのわだかまりも解けた。
上述のことから鴨川ジムのメンバーのみならず久美にすらもこき使われており、彼女を恐怖の対象として認識している。
俗に言うZ世代であり、宮田の（主に一歩への）拘りを「バカなんじゃね？」と断言した事がある。
金田 欽太郎（かねだ きんたろう）
鴨川ジム練習生で泰平のライバル。15歳。元は泰平と長年対立する不良グループのリーダーで、その時は金髪長髪だった。後日、泰平同様に高校を退学処分を受け、一騎打ちの場に乗り込んできて泰平を一撃で失神させた一歩の強さに惚れ込み、泰平と同じく頭を丸めて鴨川ジムに入門、一歩を師匠と慕う。
泰平同様、上述のことから鴨川ジムのメンバーのみならず久美にすらもこき使われており、彼女を恐怖の対象として認識している。
山田 直道（やまだ なおみち） / ハンマー・ナオ
声 - 阪口大助
元鴨川ジム練習生。詳しくは八戸拳闘会の節を参照。
八木 晴彦（やぎ はるひこ）
声 - 中嶋聡彦
鴨川ジムのマネージャー。広報やマッチメイク、経理やグッズの販売など、鴨川ジムにおけるトレーナーや選手のセコンド以外の業務をほとんど一人で引き受けている。いつも穏やかで笑顔を絶やさない。宮田父と同期入門のプロボクサーだったが、ボクサーとしての才能はなかった。
趣味の釣りの腕前はプロ級で、竿を握ると人格が変わる。かつていくつもの釣堀から出入りを禁止され、釣りの世界なら伝説の王者になれたとまで言われている。また、ギャグセンスや麻雀の才能を持つ。麻雀に関しての才能は特に凄くかつて20年間関東無敗の強さを持ち、都内の雀荘から出禁にされたことから表舞台から姿を消して闇の世界に堕ちたことから「闇の王」の異名で呼ばれており、ヤミさんとも呼ばれていた。そのあまりの強さ故に都内の雀荘では例外無く八木禁止とされており、この一連の話を聞いた青木や木村からは「ボクシング以外なら殺人級の才能があると」と納得していた。
生年月日は1949年4月18日（初登場時41歳）。血液型AB型。
篠田（しのだ）
声 - 佐々木誠二
鴨川ジム所属のトレーナー。青木・木村・板垣らのチーフトレーナーを務め、鴨川会長と共に厳しい練習でジム生たちを鍛えている。鴨川ジム特有のかけ声「ガッツでガッツンガッツンだ!」の生みの親。普段はあまり自己主張をしないが、木村・青木と続けて王座挑戦に失敗した事に責任を感じて板垣対星戦に自分の進退を賭けるなど気骨があり、また青木がピンチに陥っているように見えても秘策を信じてタオルを投げず、板垣に秘められた更なる才能を見抜くなど眼力も高い。ただし、トレーナーとしての手法は、鴨川会長譲りの根性論と選手を信頼しての放任主義のため、選手のコントロールはイマイチである。モチベーションを無くした木村の管理を怠り減量を失敗させたり、一歩のコントロールによって勝利した青木村の2人にセコンドとしての無能さを指摘されたりしている。また、一歩のデビュー戦の時から登場しているが当時は名前もセリフも全くなく、初めてセリフが与えられたのは山田直道の入門時の青木と木村のスパーの時で、また名前は一歩たちの再起戦後の青木と木村の回想で判明している。釣りに関しては玄人跣であり、八木と同様に釣り竿を握ると人格が変わる。妻帯者で恐妻家だが、風俗好き。何度も妻にバレてきつく絞られている。その経験から、女性に責められるのが極度に苦手となり、怯えたり脱毛などの症状を引き起こすこともある。
若い頃は元ボクサーで、アマチュアで藤井に天才と呼ばれる程だった。しかし、「拳が丸くパンチが滑りやすい」・「非力で脆い」といった弱点が重なり、プロ転向後は一度も勝てず引退してしまったという。
赤松 勇（あかまつ いさむ）、黄桜 大（きざくら ひろし）
声 - 布施川一寛（赤松）、奈良徹（黄桜）
青木・今江戦を観戦して、青木に弟子入りを志願した二人組。通称「青木組」。痩せて背が高い方が赤松で、太って背が低い方が黄桜。2人とも老け顔だが、有名進学校に通う現役高校生である。
ボクシングを始めたきっかけは、当初の2人が言うには、彼らは周りから馬鹿にされたりいじめられたりの人生を送っており、そんな中青木のボクシングの試合を観て彼の「体力を使わずに勝とうとする姿勢」に憧れ、才能や努力なしに「楽して勝ちたい」から始めたと語っているが、後に青木が言うには、2人は小・中・高と常に首席クラスの成績で進んできた負けなしの天才であるが、敢えて苦手な道に挑戦しようとボクシングを始めた（ただし面白おかしくやりたい）と語っており、話に若干の矛盾がある。
才能や努力を嫌い、アイデアとハッタリを武器に試合に臨む青木を先生と呼び尊敬しており、服装や髪型まで合わせているが、一方で（それが命令であれ教示であれ）青木の言うことしか聞かず、彼やトミ子以外の人間には誰であれそっけなく見下したような態度をとる。ジム内では先輩である板垣によく小突かれており、またヴォルグがジムに来た際には新人と勘違いして先輩風を吹かせていた。
ジムではトレーニングは全く行っておらず、真面目にボクシングに取り組む気もない。しかし、赤松は切れ味鋭いフリッカージャブ、黄桜は鷹村や一歩を彷彿とさせる重い右ストレートを放つなど、ボクシングの才能はある。
変則的な技（彼らが言うには「必殺技」）にのみ研究熱心であり、青木が使用した技はすべて詳細にノートに記録しており、稀に他の選手への分析も見られる。試合観戦の際には、開始前の選手から（青木と同じ）「楽して勝とうとする臭い」を感じ取ることができ、事実選手はその通りの行動をとる。また、最近では青木が働いているラーメン店でバイトをしており、青木から「筋が良い」と褒められるなど多才な一面がある。
後藤（ごとう）
鴨川ジム練習生。戦闘機マニアで、真田の使う「飛燕」の名前の由来となった三式戦闘機・飛燕について解説した。その後、久美への告白を賭けた一歩対ジム生3人の腕相撲対決の大将として再登場するが、鷹村に失神させられ無理矢理交代させられていた。
板垣組（いたがきぐみ）
元鴨川ジム練習生の二人組。板垣の高校の後輩で、名前は不明。板垣の手で厳しい練習を避けさせられ、独自のメニューでトレーニングを積んでいたが、プロテストに失敗して自信を失い、2人ともジムを辞めた。

## 川原ボクシングジム
宮田 一郎（みやた いちろう）
現東洋太平洋フェザー級チャンピオン。元鴨川ジム練習生。
声 - 関智一 、田野恵（幼少期） / 檜山修之（ドラマCD版）、くまいもとこ（ドラマCD版・幼少期）
演 - 滝澤諒（舞台）
宮田父
声 - 石塚運昇 / 中村秀利（ドラマCD版）
演 - 竹内健史（舞台）
宮田一郎の実父でトレーナー。元日本・東洋太平洋フェザー級チャンピオン。下の名前は不明。現役時代は鴨川ジムに所属しており、引退後も鴨川ジムでトレーナーを務めていたが、一郎の移籍に合わせて川原ジムへと移った。
現役時代は、パンチの質が軽い・顎が弱いというフィジカルに欠点を持つ一方で、華麗なテクニックを誇るアウトボクサーとして東洋太平洋王座を6度防衛し、世界に最も近い選手と言われていた。八木とは同期の入門であり、また国内防衛戦にてなにわ拳闘会の柳岡と対戦し、4度ダウンを奪って7RKOで勝利している。
7度目の防衛戦で、フィリピンのラクーン・ボーイにポイントリードで最終ラウンドを迎えたが右のカウンターで顎を砕かれてKOされ、「どれだけテクニックがあっても強いワンパンチで潰されてしまうショック」で現役を引退。その後、妻と離婚して酒浸りになり、息子に暴力を振るうなど荒んだ生活を送っていたが、見様見真似で自分のボクシングを完璧に模倣した幼い息子の才能を知って立ち直り、以降、鴨川ジム勤めのトレーナーとして復帰し、一郎をボクサーとして育て上げた。
物語当初は入門したての一歩を低く見積もり、スパーリングで息子が敗北して以降もそれなりに評価を改めてながらも速水を倒したことに驚くなどしていた。アニメ版では鴨川ジム時代から寡黙・理知的で、一歩の素質の高さを見抜いている。
一郎の移籍とともに鴨川ジムを辞めて以降は、過去との決別のために家や財産を処分し、理由は不明だが一郎とは別々のアパートで暮らしている。しかし川原ジム所属後も変わらず一郎のトレーナーをしており、海外遠征の際にも必ず同行している。
自分を凌駕するほどの才能をもち、現役時代の自分のボクシングを高度に模倣する息子・一郎に希望を見出し、自分は消極的だったジミー・シスファーとの戦いを一郎がやる気になっているのを見て、打って変わり積極的になるなどトレーナーとしてできる限りの助力をしているが、それは将来壁にぶつかった彼に自分と同じ（挫折という）道を歩ませぬ為であり、自分のボクシングの挑戦などといった理由からではない。むしろ息子には、最終的には息子だけのボクシングを見つけて欲しいと願っている。
得意技（現役時代）
- カウンター

鈴木（すずき）
ジュニアライト級プロボクサー。板垣の高校時代の同期。板垣が見守る中迎えたデビュー戦で判定勝ちを収めている。宮田一郎を崇拝しており、激励を受けた事に感激し、勝利出来たと語っている。鴨川ジムのメンバー同様、一歩と宮田の関係に深い理解を示している人物。
木田（きだ）
声 - 大川透
宮田一郎のマネージャー。
川原ジム会長
声 - 大滝進矢
川原ジムの会長。常にサングラスをかけている。宮田父の現役時代の回想シーンでセコンドとして描かれている。

## なにわ拳闘会
大阪府大阪市浪速区にあるボクシングジム。初期は「なんば拳闘会」と表記されていた。
千堂 武士（せんどう たけし）
声 - 小野坂昌也、氷上恭子（幼少期）
演 - 松田凌（舞台）
元日本フェザー級チャンピオン、WBCフェザー級世界ランカー。
星 洋行（ほし ひろゆき）
元日本フェザー級10位。板垣と同期デビューの西日本新人王。東日本新人王だった板垣の全日本新人王決定戦棄権により、同年の全日本新人王となった。スタイルはインファイターで、左の技術は平凡ながら、右の破壊力は今井をも凌ぐと言われている豪腕タイプ。
実家は空手道場を営んでおり、自らも空手を学んでいた。強い相手を求めてなにわ拳闘会へ道場破りに行った際、渾身の右ストレート（正拳突き）を顔面に受けても倒れなかった千堂に感服し（ただし、すぐ後に書いているように実際には気絶していた）、なにわ拳闘会に入門、千堂を兄貴分と慕って絶対服従の姿勢を取っている。千堂は、右ストレートを喰らった際の衝撃を「久し振りに（他界した）両親に会った」と語っている。
その千堂を2度も倒した一歩に興味を示し、一歩の後輩である板垣を倒したら一歩とのタイトルマッチを組むよう鴨川ジムに申し入れ、板垣との試合が成立。しかし試合中に潜在能力が開花した板垣の前に、パンチを一発も当てられないままKOで惨敗。以来目標を打倒一歩から打倒板垣に変えている。
一歩のことは上述の通り興味津々だが、千堂を慕っているため千堂の意中の相手である一歩に嫉妬していることもある。
その後、国内フェザー級1位になり、王者の今井と戦うが、真正面からの打ち合いを制され、1RKOされた。
得意技
- 右正拳突きストレート

柳岡（やなおか）
声 - 龍田直樹
なにわ拳闘会のトレーナーで、千堂のセコンド。トレーナーとしては、鴨川会長をして「タダ者ではない」と言わしめる手腕を持つ。ジムの練習生を一方的に叩きのめしていた不良学生時代の千堂にボクシングの奥深さを教え、なにわ拳闘会に入門させた。千堂が頭の上がらない数少ない存在の一人である。
かつては日本ランキング1位のプロボクサーだった。元アマチュア王者でプロ転向後も無敗だったが、日本タイトルマッチで宮田父に喫したKO負けがきっかけで自らの限界を知り、現役を引退した。
原作では特に明記されていないが、公式ゲームではフルネームは「柳岡かずひろ」となっている。
生年月日は1953年7月30日（初登場時38歳）。
なにわ拳闘会 会長
声 - 北村弘一
柳岡同様、千堂の才能に期待しているが、その破天荒な性格には手を焼いている。神経は割と繊細。

## 東邦ボクシングジム
間柴 了（ましば りょう）
声 - 田中正彦 / 石井康嗣（ドラマCD版）
演 - 岡本悠紀（舞台）
現東洋太平洋ライト級チャンピオン、元日本ジュニアライト級チャンピオン。デビューはフェザー級だったが減量苦で階級を上げた。
ムチのようにしなる、フリッカージャブを得意とする。
平野 和彦（ひらの かずひこ）
元日本ミドル級3位。鷹村と日本ランキング戦を戦い左ストレートを喰らって1RKO負け。この結果に同門の後輩にあたる間柴からも蔑視された。
東邦ジム会長
声 - 堀之紀

## 仲代ボクシングジム
東京都練馬区の練馬駅付近にあるボクシングジム。
伊達 英二（だて えいじ）
声 - 相沢まさき（旧・相沢正輝）
演 - 松本寛也（舞台）
元日本・東洋太平洋フェザー級チャンピオン。後に引退し、トレーナーとして独立。
沖田 佳吾（おきた けいご）
声 - 平田広明
演 - 久保雅樹（舞台）
元日本フェザー級5位。一歩の前年度のフェザー級全日本新人王。伊達に憧れて仲代ジムに入門し、伊達を慕うあまりボクシングスタイルだけでなくコークスクリュー・ブローまで模倣しているが、当の本人が愛子一筋なのであまり相手にされていない。伊達が一歩とのスパーリングで新開発のハートブレイクショットを披露したことに嫉妬して、対戦相手に一歩を指名。序盤は一歩を追い詰めていたが、連発したことが仇となりコークスクリュー・ブローのタイミングを見切られて強打を浴び、1Rで逆転KOされた。伊達曰く、自分に追いつこうとはしていたが追い抜こうとはしていなかったとのこと。
その後、伊達の世界戦のセミファイナルをKOで飾ったが、島袋岩男と対戦した際には一方的に攻め立てられわずか1R32秒でKO負けを喫している。
伊達が独立しジムを立ち上げると後を追うように移籍、その後現役を引退してジムのトレーナーとなった。この時期から髭を生やしている。上述の通り伊達を崇拝しているが、さすがに彼の酒癖の悪さには辟易している模様。
生年月日は1972年9月15日（初登場時19歳）。血液型AB型。
得意技
- コークスクリューブロー

神崎 慎治（かんざき しんじ）
元日本ジュニアライト級7位。木村と対戦し、7Rにダウンを奪われて判定負け。
仲代ジム会長
声 - 小形満
伊達のデビュー当初からのトレーナーでもある。伊達からは「おやっさん」と呼ばれている。メキシカンボクサーの特徴について造詣がある。

## 音羽ボクシングジム
輸入ボクサーやアマのホープを迎え入れている。また、所属ボクサーのほとんどが容姿端麗である。
速水 龍一（はやみ りゅういち）
声 - 辻谷耕史
演 - 橋本真一（舞台）
元日本ジュニアフェザー級1位。デビューはフェザー級だった。一歩戦で受けたダメージが原因でアゴが極度にもろくなり、ボクサーは続けているがその後のほとんどの試合で敗北するようになってしまった。
ヴォルグ・ザンギエフ
声 - 森川智之、瀧本富士子（幼少期） / 中原茂（ドラマCD版）
演 - 才川コージ（舞台）
現IBF世界ジュニアライト級チャンピオン、元日本フェザー級2位。旧ソ連出身。
今井 京介（いまい きょうすけ）
声 - 中村悠一
現日本フェザー級チャンピオン。高校時代は、35戦35勝33KO無敗でインターハイと国体をそれぞれ2連覇した高校ボクシング界のトップ選手で、憧れの選手である一歩を倒すため音羽ジムに入門しプロに転向した。礼儀正しく勤勉・実直な性格の自信家。強打が武器のファイタータイプで、スタイルは一歩に酷似しており、基本に忠実なアマチュアボクシングで優勝したことからも技巧派の対策も十分であり、その実力もスパーリングで一歩が本気になるほど高い。その一方で、一歩に比べて動きに小回りが利かないと言われている。
板垣とは高校時代から自他共に認める同期のライバル同士で、アマチュア時代は3度対戦し3度ともKOで勝利している。東日本新人王戦決勝において、プロボクサーとして初めて板垣と対戦。1Rからインファイトを挑んできた板垣に戸惑い、序盤はポイントを奪われ劣勢になるも、要所で放ったボディへの強打で徐々に失速させ、ポイント度外視の一発勝負を挑む。しかし打倒京介に燃える板垣の驚異的な粘りを攻め切ることができず、序盤で失ったポイントを挽回出来ずに判定負け、プロ初黒星をつけられると同時に板垣戦で初の敗北を喫した。
新人王戦の後は、一歩だけでなく板垣も目標として実力を一から鍛え直し、やがて日本2位にランクイン。一歩が返上した王座を巡って、A級トーナメントを制し日本1位となった板垣との再戦・タイトルマッチが決定し、一歩・ゴンザレス戦のセミファイナルで対戦。試合開始直後、一気に間合いを詰めて板垣をコーナーに封じ込めダウンを奪い、その後もコーナーから脱出させず執拗なボディブロー攻勢を仕掛け、ガードが下がったところへ顔面に強打を叩きこみ、1RTKOで勝利し王座を獲得した。しかし、早期決着らしくない、両者がアザだらけの顔立ちから、ベストバウトと感嘆する者も多かった。
それ以降、1RKOを重ね「ミスター1R」と呼ばれるようになるが、本人は無責任とも言える一歩の呑気さに苛立ちを募らせている。
実家は資産家で、「お坊ちゃん扱い」されることを嫌ってボクシングを始めた。板垣の妹・菜々子に高校時代から思いを寄せており、事あるごとに積極的にアプローチをかけている。しかし一歩に惚れている菜々子からは全く相手にされていない。そのため、上述の通り一歩を慕っているが同時に菜々子をめぐる恋敵として認識している。
音羽ジム会長
声 - 園部啓一
速水やヴォルグといった大器をジムに抱えていたが、どちらも大成を見ることはなかった。特にヴォルグが解雇された経緯は輸入ボクサーであるが故の悲しき宿命として鴨川ジムのボクサー一同が嘆いていた。今井が入門する際にはその2人が失敗していることから入門をやめておくように説得したことが本人によって明かされているが、その今井は後に日本王座を獲得する活躍を果たした。

## 八戸拳闘会
青森県八戸市にあるボクシングジム。資金不足で寂れている。丘の向こうに三沢基地が見え、時折戦闘機が飛んでいる。
ジェイソン・尾妻（ジェイソン オズマ）
声 - 小林正寛
フェザー級プロボクサー。アメリカ合衆国出身の黒人で、本職は米軍三沢基地所属の軍人。鷹村曰く、身長170cm強。名前と外見はいかついが、心優しく人当たりの良い性格をしている。また日本びいきのあまり、リングネームに漢字を用いている。
元は天涯孤独の身で、日本へ配属が決まった時も誰も見送りに来なかったため、寂しさを紛らわす目的でボクシングを始めたが、親しく付き合ってくれている八戸ジムの人間をファミリーと慕うようになり、彼らのために戦う事を決意した。
強打を誇るファイターで、フックを得意とし、鴨川いわく、一歩との対戦時点なら、スピードとテクニックなら一歩を越えていたとのこと。東日本新人王トーナメント1回戦で一歩と対戦、ダウンの応酬となる派手な打撃戦を展開し、最後はボディーブローからの左ストレートを受け逆転KOで敗れた。一歩戦後は復帰戦をKOで飾ったが、その後の消息は明らかになっていない。八戸の会長の発言によると、ハンマー・ナオが八戸に移籍した頃にはすでにジムを去っている。
生年月日は1971年9月11日（初登場時19歳）。血液型B型。ファイトスタイルは吉野弘幸。
得意技
- フック（黒人特有のバネのあるしなやかな筋肉から放たれるフック。二連打・三連打も可能）

ハンマー・ナオ / 山田 直道（やまだ なおみち）
声 - 阪口大助
元鴨川ジム所属の練習生。全日本新人王となった一歩に憧れ、いじめられっ子だった自分を変えたいとジムに入門。その時のロードワークで一歩に向かって嘔吐したことから、鷹村に「ゲロ道」というあだ名をつけられた。やや長めの頭髪に繋がった八の字眉の細目で、身長166cm、体重66kg、身長に比してやや肥満気味である。性格は温厚だが内気で臆病であり、口数は少ない。また不器用。鷹村や千堂と異なり歌が上手く、カラオケで歌った際は木村に「意外と上手いじゃねえか」と評されていた。
先輩の一歩を慕って練習に励み、ジュニアウェルター級でプロテストを受けて合格、ライセンスを取得する。強いボクサーである一歩の姿しか知らないため、彼が過去にいじめられっ子だったと聞いた時には驚き、同時に強く共感していた。その後、デビュー戦を迎えることなく、家庭の事情で青森県へと引っ越していった。
青森に移り住んだ後、鴨川ジムの紹介を受けて八戸拳闘会に移籍し、「ハンマー・ナオ」のリングネームでプロデビュー。ジュニアウェルター級から少しずつ階級を下げながら、対戦相手のかませ犬としてあてがわれた試合に全て勝ち続け、デビューから2年間わずか8戦で、新人王戦やA級トーナメントに出ることなく日本フェザー級7位にランキング入りし、日本王者・一歩の2度目の防衛戦の相手として挑戦状を叩きつけた。この時には容姿が激変しており、減量した痩せ形の体系に加えてスキンヘッドに眉を剃り落とした上、過去の激闘によって顔形が変わり別人のように強面になっていた。
デビューはジュニアウェルター級だったが、元々太っていたこともあって、フェザー級が適正体重とされている。スタイルはインファイターで、相手にわざと打たせることで懐に呼び込んで倒す戦法を取っており、ガードを固め、チャンスをうかがい一歩が明らかに上の階級のパンチと称した強力なボディフックが持ち味である。更に過酷な試合で身に着けた裏技も得意としている。一歩戦では掌を巧みに使ったガード崩しからのソーラー・プレキサス・ブローで苦戦を強いたが、伊達英二や千堂武士との死闘を繰り広げた一歩の敵ではなく、一歩の底力と勝利に対する執念の前に2RKOで沈められた。
当初は念願だった一歩戦を最後に現役を引退するつもりだったが、一歩の勝利者インタビューを聞いて引退を撤回し、再起を決意する。その後の進退は明らかになっていないが、一歩の唐沢戦前に鷹村とのニアミスで再登場した際には、八戸拳闘会でパンチングミットを持って指導している様子が見られた。容姿も髪が生え、以前と同じ柔和な表情に戻っていた。一歩戦後の戦績は9戦8勝5KO1敗。
生年月日は1974年12月3日（初登場時17歳、高校三年生、一歩戦時19歳）。血液型B型。モデルは当時の作者のアシスタント 。
得意技
- リバーブロー（一歩から伝授され磨きをかけた）
- オープンハンドでのガード崩し（空振りしたフックを戻す時、掌でガードをこじ開ける。反則行為）
- ソーラー・プレキサス・ブロー（みぞおち打ち）
  - ラフファイトアーム（ゲーム版における、オープンハンドでのガード崩しからソーラー・プレキサス・ブローへの一連の動きの名称）

八戸拳闘会々長
声 - 二又一成
白髪によく日焼けした肌の初老の男性。地方の小規模ジムである八戸拳闘会を切り盛りし、選手が試合の際はセコンドに付く。「フック系のパンチを教えるのが上手い」と鴨川会長に評されている。ハンマー・ナオの一歩に対する執念と真意を知り、彼のラフなファイトスタイルにもあえて目をつぶっている。

## めんそ〜れ沖縄SEASIDEGYM
沖縄県にあるボクシングジム。
島袋 岩男（しまぶくろ いわお）
声 - 江川央生
元日本フェザー級1位。身長159cm。沖縄県出身で、本業は海人。年齢は一歩戦時で22歳（一歩より1歳年上）だが、その精悍な風貌は40代にも見える。海人である事に強い誇りを持っており、海を心から愛している。試合前に東京湾を目にした時にはその汚さに愕然とし、酷く腹を立てていた。一歩の股間を目の当たりにした瞬間、爆笑し「立派なハブ」と評するなどお茶目な面を併せ持つ。
フェザー級では小柄な体格の一歩（164cm）より更に背が低く、脇が閉まらないほど分厚く鍛えこまれた体躯を誇るパワーファイター。首の筋肉は沖田のコークスクリュー・ブローの直撃を物ともしないほど異常に発達しており、肺活量は素潜りで世界記録に迫る。一歩をも凌ぐタフネスを生かした真正面からの打ち合いと、並外れたスタミナを活かし相手を少しずつ弱らせてから仕留める戦法を得意とする。
チャンピオン・カーニバルの指名挑戦者として、一歩の4度目のタイトル防衛戦に挑戦。至近距離でのラッシュ合戦から執拗なボディーブローでチアノーゼに陥らせ、デンプシーロール破りに臨むが自らもチアノーゼに陥るほどダメージを負い、最後はスタミナ切れ寸前の一歩から「究極のパンチ」と再びデンプシー・ロールを受け、敗れ去った。最後の一撃は島袋の持つ強い誇りが彼を“立たせてしまった”ためにモロに顔面にもらったことが災いしてしまった。試合後、力一杯の勝負が行えたことに満足し、海人として沖縄の海や珊瑚礁を守る仕事に専念するため現役を引退。次は沖縄で素潜りの勝負をしようと一歩に言い残して去っていった。負けはしたものの、島袋のデンプシー破りは一つの答えであり、沢村戦までの間、一時的にではあるがデンプシーロールの弱点を露呈させるという成果を上げた。
生涯戦績14戦12勝12KO2敗。12勝は全て3R以内のKO勝ち。一歩戦前の1敗は、西日本新人王戦第2回戦の対沢村竜平戦の物。一方的にカウンターを決められ、判定負けとなった。島袋戦前はその一敗を、「逃げ回る相手を捉えきれずに判定で逃げ切られた」と聞いていた一歩は、島袋vs沢村戦のビデオを観て青くなっていた。
得意技
- ガゼルパンチ
- 無酸素状態での連打
- デンプシー破り （デンプシーロールのリズムに合わせて打つ相打ちのパンチをデンプシーロールが止まるまで繰り返す。自身のタフネスがあって初めて出来、相当なダメージを被る）

沖縄会長
声 ： いずみ尚
めんそ〜れ沖縄の会長。

## 鬼槍留（キャリル）ボクシングジム
愛知県名古屋市にあるボクシングジム。
沢村 竜平（さわむら りゅうへい）
声 - 三木眞一郎
元日本ジュニアライト級チャンピオン、元日本フェザー級3位。
鬼槍留会長
声 - 水内清光
鬼槍留ボクシングジム会長。沢村の現役時代は彼の凶悪さに手を焼いており、「飢えた狂犬」と呼んでいた。その反面彼の才能を高く評価しており、彼が再起不能になった際は強く嘆いていた。

## 大滝ボクシングジム
小橋 健太（こばし けんた）
声 - 松野太紀
元日本ジュニアフェザー級チャンピオン。デビュー時はフェザー級だった。温厚な性格だが、内心は野心を秘めている。パンチ力のなさにコンプレックスを懐いているが、その不足を綿密なデータ収集と考え抜かれた作戦で補い、KOよりもクリンチなどで相手のペースを乱して判定で勝ちを拾うスタイルを得意としており、インターハイ準優勝者に勝利したこともある。東日本新人王トーナメント2回戦で一歩と対戦し、自分のペースに持ち込んで圧倒的優位に試合を運び、本来なら逃げ切って判定勝ちに持ち込むことはほぼ確実であったが、ワンツーパンチがクリーンヒットしたことでKO意欲に駆られ、攻めに転じた所を逆襲されマットに沈められる。
その後ジュニアフェザー級に転向し、日本2位にランキング。真田一機がタイトル返上した後の日本王座決定戦で、同じくジュニアフェザーに転向していた1位の速水龍一と対戦。かつてとは見違えるような闘志溢れる試合の末、中盤までの劣勢を跳ね除けての逆転KOでチャンピオンとなる。初防衛に失敗した後は引退してトレーナーに転向、引退直後には一歩のもとに挨拶に訪れ、一歩に対して感謝を述べると同時に、一歩、千堂、間柴、宮田以外の同期が全員引退したことを告げていた。
速水の試合で彼がスランプに陥っていたところを鷹村になじられた際は、「世界チャンピオンだからといって言っていい事と悪い事があります」と言い返すなど気丈な面も見せていた。
生年月日は1973年5月9日（初登場時18歳）。血液型O型。
得意技
- ワンツーパンチ
- クロスアームブロック
- クリンチ

安田（やすだ）
声 - 上田敏也
大滝ジムのトレーナー。マキシー・ローゼンブルームの例などを出して小橋の判定狙いの戦法を認め、穏やかに励ましていた。

## 木下ボクシングジム
真田 一機（さなだ かずき）
声 - 山寺宏一
元日本ジュニアフェザー級チャンピオン、元日本フェザー級1位。大病院の一人息子で医師志望の大学生という、異色の頭脳派ボクサー。自らの力を試すため、5度防衛した日本ジュニアフェザー級王座を返上、一歩の日本フェザー級タイトル初防衛戦の相手として名乗りをあげた。普段は理知的で物静かな色男。木下会長の娘・つぐみの遊び相手になる優しい面もある。医学生としても、留学の話が何度も上がるほど優秀である。
タイトルマッチに当たって鴨川会長の旧知である名伯楽・浜団吉の教えを乞い、初防衛戦の緊張感で動きの硬い一歩を、団吉直伝の「飛燕」「燕返し」と医学生ならではの人体知識や「触診」で追い詰める。最終的にダウンの応酬となる名勝負を繰り広げ、最後の余力を振り絞って繰り出した一歩のデンプシー・ロールを意地で耐えたかに見えた直後、意識を失ってダウン、5RKOで敗退した。試合後、自分の全力を尽せる相手と最後まで戦えた事に満足し、「二足の草鞋（ボクシングと医師）で行けるほど甘い道ではないことを分かってますから」と医学に専念することを決意、現役を引退する。ジムの会長からは「バカな、なんて勿体ない」と非常に残念がられていた。生涯成績は16戦13勝9KO2敗1分。一歩戦以外の1敗はデビュー戦で付けられたもの。
引退後も、鷹村の眼疾病の疑いで悩んでいた一歩の相談を受け、ジムの後輩である唐沢のタイトルマッチのセコンドにつくなど、度々劇中に登場している。上述の通り人一倍人体について詳しいため、鷹村の眼疾病の疑いが上がった時は引退を勧めていた。
モデルは交通事故により23歳の若さでこの世を去った医師志望の元世界フェザー級チャンピオン、サルバドル・サンチェス。
得意技
- 飛燕（手首から先の捻りでパンチの軌道をトリッキーに変化させるジャブ）
- 燕返し（拳を縦にすることで、ガードをすり抜けるアッパー）
- 触診（殴ったグローブ越しに相手の体調を把握する）
- デンプシー・ロール破り（ウィービングの動作に入った瞬間に体ごとぶつかり、連打を封じる）

唐沢 拓三（からさわ たくぞう）
元フェザー級日本ランカー。真田の後輩。元全日本新人王のアウトボクサーで、そのレベルは非常に高い。
真田の引退以来沈んでいたジムに活気を戻そうと、一歩の6度目の防衛戦に挑戦。タイトルマッチに備え、ボディブローに耐えるための腹筋の強化とデンプシー・ロール対策を重点的に行ってきたが、想像を超える破壊力のリバーブローと、デンプシー・ロールを封印し基本に立ち返った一歩の対アウトボクサー戦法に完全に封じこめられ、ペースを乱し、コーナー脱出の定石である左フックをカウンターで狙い打たれ2RKOで敗北した。
その後A級トーナメントへ出場し、1回戦で板垣と対戦。一歩より速いタイムでのKO勝利を狙う板垣に対し、緩急を織り交ぜ深追いをしないベテランらしい試合運びと、板垣が右拳を傷めるアクシデントにより圧倒的優位に立つ。しかし、左を確実に叩き込むことだけに専念し集中力が激増した板垣の、姿を見失うほどの高速フットワークに翻弄され、無数の左ジャブを受け2RでKOされた。
板垣戦後、自分の理想としていたボクシングを板垣に体現され負けたことで、自分の実力の限界を悟り引退を決意。冴木のもとに引退の挨拶に訪れた時には、現役に対する未練を滲ませていた。
明るくすっきりした性格だが、ネガティブで考え過ぎる面もある。冴木とは友人関係にあたる。戦績は一歩戦後時点で15戦10勝6KO4敗1分。ランキングは一歩戦時で7位、最終順位は5位。
得意技
- デンプシー・ロール破り（沢村が用いたバックステップしてのカウンター）

木下ジム会長
声 - 戸谷公次

## 河合ボクシングジム
矢島 吉秋（やじま よしあき）
元日本ミドル級チャンピオン。7度目のタイトル防衛戦で鷹村と対戦、初タイトル戦のプレッシャーで精彩を欠いていた鷹村からプロ初ダウンを奪うも、一歩の応援を受けた鷹村の猛攻を受け、1R90秒でKOされた。後に鷹村・ホーク戦前に、伊達や各階級の日本王者らとともに鷹村の控室に激励に現れていた。
冴木 卓麻（さえき たくま）
声 - 梁田清之
演 - 山口大地（舞台）
元日本フェザー級ランカー。スピードスターの異名を持っていた。しかし、覚醒した板垣との新旧・スピードスター対決で敗北。引退を決意する。

## 鮫一ボクシングジム
福岡県にあるボクシングジム。
武 恵一（たけ けいいち）
元日本フェザー級1位。福岡県出身。伊達英二と同世代の選手で、試合数は30戦を越えるベテラン。

## 塚原ボクシングジム
宮城県仙台市にあるボクシングジム。
福井 恭介（ふくい きょうすけ）
日本フェザー級7位のアウトボクサー。地元仙台市で開催された試合のメインイベントで、フィリピン国内王者マルコム・ゲドーと対戦。10R戦って判定勝ちを収めたものの、周りの人間の陰謀で圧倒的に格上の相手に八百長でわざと勝たせてもらったと直感的に気付き、その勝利に浴びせられる祝福に耐えられず引退を決意。現役最後の思い出作りとして一歩との真剣勝負を望み、鴨川ジムでのスパーであえて真正面からの打ち合いを挑んで完膚なきまでに叩きのめされる。しかしその時に鴨川会長から浴びせられた、自分と塚原に対する一方的な罵倒・挑発に奮起し、打倒ゲドーを一歩に託して再起を誓い仙台へと帰っていった。
その後、冴木、唐沢、板垣らと共にA級ボクサー賞金トーナメントへの出場を表明したが、一回戦で敗退した。
塚原（つかはら）
塚原ジム会長。鴨川会長の古い知り合いで、仙台にボクシングジムを構え、福井を日本ランカーに育てた。
フリーのトレーナーとして採用したバロン栗田に、マルコム・ゲドー側から持ちかけられた福井との八百長試合を勝手に契約され、試合のビデオを見て激怒した鴨川会長に激しい暴行を加えられている。引退を決意した福井の無念を語り、鴨川会長と一歩に対し涙ながらに打倒ゲドーを懇願していた。

## 森山ボクシングジム
小島 寿人（こじま ひさと）
元日本フェザー級3位。元々はライト級の8位で、青木と同期の新人王でハードパンチャーとして注目を集めたが、スパーで手を合わせた宮田曰く「あまりに遅くてカウンターを合わせるのを躊躇う」鈍足と引退後にトレーナーに転身した同期の小田から「握り込むので精一杯」と伝えられている致命的な右拳の怪我のために選手として伸び悩み、辛うじて日本ランキングを維持し続けていた。周囲の人間に気遣いを忘れず、ジムメイトの試合を必死に応援する優しい性格で、後輩からの信頼も厚い。しかし前述の右拳の怪我をきっかけに後述のような曲がった行動を行うなどある意味捻くれた一面もある。妻の出産を機に引退を決意、現役最後の試合として階級を下げて一歩の8度目の防衛戦に挑む。
生まれてくる自分の息子に、一歩から一字貰って一人（かずと）と名付けるほど、一歩に対して強い憧れを抱いている。しかし試合前には、一歩との対戦で自分が舞い上がってしまわないため、心ならずも一歩の周囲の人間や過去の対戦相手を罵倒し続け、一歩の激しい憎悪を買った。また、罵倒された人間の一人である宮田からもあまりいい感情を持たれていなかった。試合では、憎悪で冷静さを欠いた一歩にカウンターを合わせダウンを奪いかけたが、態勢を立て直した一歩から反撃として、身体が空中で回転するほど強烈な一撃を受け、1RでKOされた。
試合後は、一歩を罵倒し続けたことと、KOの衝撃で試合の記憶を失ったことを激しく後悔。しかし事情を知った一歩から全てを許され、生まれてくる一人に直筆のサイン入りグローブを贈られ、現役を引退した。
森山ジム会長
森山ジムの会長。小島が一歩に憧れていることを知っているが、行きすぎた挑発に釘を刺している。

## 菊元ボクシングジム
今江 克孝（いまえ かつたか）
声 - 阪口周平
元日本ライト級チャンピオン。愚直なまでの努力家で、基本に忠実かつハイレベルで堅実な試合を展開するが、それ故に試合が玄人好みになりがちで、日本王者であるにもかかわらず客受けが良くない。ボクシングを始めたきっかけは恋人・サチ子を守るためだったが、ボクシングに真剣に取り組むうちにサチ子を捨て、職を変えてまでボクシングに打ち込むようになった。木村によると、戦歴やボクシングへの取り組み方、そして女性の好みが青木に非常に似ているという。
2度目の防衛戦となったチャンピオンカーニバルにおいて、繰り上がりでランキング1位となった青木と対戦。地道な特訓と熱心な研究で青木の行動パターンを封じカエルパンチを破るが、「死んだふり」で泥仕合に持ち込まれ「よそ見」で形勢を逆転される。しかし客席に、自分の勝利を真剣に祈るサチ子の姿を見つけて力を取り戻し、試合を判定引き分けに持ち込み王座を死守した。当初は奇をてらった青木のボクシングを否定していたが、拳を交えているうちにその裏にある青木の精神力と勝利への執念を知り、試合後にはサチ子と縒りを戻すと同時に、青木に対する尊敬・感謝の念も明らかにしていた。
青木戦の直後、防衛戦に敗北し王座から転落。その後もランキングをキープしてA級トーナメントに出場したものの、初戦で伊賀忍に1RKOで敗退した。青木戦後の戦績は、19戦15勝9KO3敗1分。
モデルはバスプロの今江克隆。
菊元会長
声 - 荻野晴郎
モデルはバスプロの菊元俊文。

## 新日本ボクシングジム
茂田 晃（しげた あきら）
声 - 吉野裕行
元日本フェザー級4位。一歩の翌年度のフェザー級全日本新人王。右利きながらサウスポーで戦うコンバーテッドサウスポー。本来の利き腕による右ジャブで一歩をスパーで圧倒し、鴨川からも「千堂を倒してチャンピオンになるかもしれない」「間違いなく逸材」と高く評価される。
千堂の2度目のタイトル防衛戦の相手となり、序盤は千堂のペースを完全に封じ込み圧倒的優位に試合を進めるが、調子に乗って千堂を何度も挑発。しかしそれによって強烈な怒りを買い、強化した下半身を使いこなせるようになった千堂の殺人的なラッシュの反撃を受け、千堂対策で身に着けたライトクロスも通じることなく、レフェリーストップで3RKO負けを喫した。試合後は自惚れを反省し再起を誓っていたが、肉体の方は千堂への恐怖から拳そのものに恐怖を覚えるパンチ・アイ症状に陥った様子が見られ、鴨川から再起不能であると言われていた。千堂は試合後「おのれとはもう2度とリングの上で会うことはないやろ」「こんなもんや」と言い放っていたが、その後自身のしたことに後ろめたさを感じ、ファン達にそのことを謝罪した。誕生日は1月29日、水瓶座。
鈴木 利雄（すずき としお）
声 - 園部啓一
元日本フェザー級2位。伊達の持つ日本王座に挑戦するもわずか1RでKOされた。その後A級ボクサー賞金トーナメントに出場、1回戦でヴォルグにラフファイトを仕掛け、ついカッとなった彼からホワイトファングを受け1RTKOで敗北し、重傷を負って担架で運ばれた。
このことはヴォルグにとって罪悪感のある出来事であり、ヴォルグは一歩との初対面時にそのことを語っていた。
新日本ジム会長
声 - 土師孝也
糸目で顎の長い壮年男性。茂田にコンバーテッドサウスポースタイルを教え込み、それによってタイトルマッチを優位に展開させたが、千堂の逆襲に引き際を見誤りタオル投入が遅れたことで、茂田を再起不能にしてしまう。

## 佐山ボクシングジム
牧野 文人（まきの ふみと）
声 - 佐藤拓也
フェザー級プロボクサー。デビューから2戦して1勝もできず、引退を賭けた3戦目で板垣のデビュー戦の相手となり、絶対に負けるわけにはいかないという執念から頭突きと肘打ちを織り交ぜたラフファイトを展開、初勝利をもぎ取る。この勝利で味を占め「試合は勝てばいい」とラフファイトに開眼。さらにヒットマンスタイルからのフリッカージャブを習得し、一歩からは「沢村さんみたいな試合運びをする」と言わしめた戦略も持つようになった。東日本新人王戦準決勝で再び板垣と対戦。間柴とのスパーリングでフリッカー対策を身に着け、反則技に備えて集中力を最後まで切らさなかった板垣の前に、今度は2RでKOされた。
ボクシングに対しては真剣に打ち込んでいるが、卑屈で屈折した面があり、アマのスターだった板垣や今井を敵視しており、日本チャンプとして大成した一歩の事も僻んでいる。ロードワークコースにある病院に長期入院している土屋あつしという少年と親しく、手術に臨むあつしを勇気づけるために勝利を約束。板垣に敗北した後、板垣の強さを素直に認め、観戦していたあつしの前で再起を誓った。
再登場した時に名前が文人ではなく丈人（たけと）になっていたが、その後修正されている。板垣との再戦後の戦績は8戦5勝 (5KO) 3敗。
得意技
- フリッカージャブ（試合を直接観戦していた間柴が唸るほどの鋭さを誇る。パンチを戻す際に肘打ちを入れることもある）
- 反則技（頭突きや肘打ち。レフェリーに認識されないように行っている）

## 西川ボクシングジム
小田 裕介（おだ ゆうすけ）
声 - 神奈延年
フェザー級4回戦ボクサー。一歩のデビュー戦の対戦相手。ジュニアライト級でデビューし、一発KOを飾った右ストレートの強さから注目を集めたが、練習嫌いのため実力が伸び悩んだことでフェザー級に転向した。一歩との試合が決まった時も当初は自分を過信して、相変わらず練習をしなかったが「一歩らがあなたをバカにしていた」という玲子の言葉に発奮、人が変わったように猛練習に明け暮れ、プロになって以来、最高の体つきで一歩戦に臨む（「バカにしていた」というのは玲子の勘違いによるもので、誤解である）。一歩を追い詰めたものの、破れかぶれで行った一歩のサウスポーからの右ジャブの連打をくらい3RKOで敗れる。試合内容を認められ、会長から再起を促されていた。
しかしその後、一歩の実力と才能を見て挫折し現役を引退、西川ジムでトレーナーとなった。引退後は現役時代とは別人のような肥満体になり、体格に相応しい健啖振りを見せている。小島が捻くれた経緯を知っている。一歩戦後の戦績は6戦3勝3KO3敗。
生年月日は1970年7月20日（初登場時20歳）。血液型B型。
得意技
- 右ストレート

三上（みかみ）
声 - 長島雄一
西川ジムのトレーナー。小田を目にかけている一方、その練習嫌いに頭を痛めており、娘・玲子が小田と付き合うことに反対している。小田の燻ぶりようを見かねて「次負けたらジムは試合を組まない」とまで勧告したが、一歩との対戦で別人のように奮闘した小田の努力を認め、試合後再起を促した。
三上 玲子（みかみ れいこ）
声 - 岡村明美
小田の彼女で、三上トレーナーの娘。眼鏡をかけている。小田の才能を信じてはいるが、青木のバイト先のラーメン屋に入った時に、鷹村らの小田に対する悪口を一歩が言ったものと勘違いし、小田に対して悔しさをぶつけ、小田を目覚めさせる。
玉置 厚（たまき あつし）
ミドル級日本ランカー。鷹村の日本タイトル3度目の防衛戦の対戦相手。減量に失敗した鷹村を相手に健闘するも、2RKOで敗退。

## 前田ボクシングジム
藤原 義男（ふじわら よしお）
声 - 立木文彦
フェザー級プロボクサー。一歩のプロ2戦目の相手。一歩戦直前の戦績は1勝1敗0KO。眉毛を剃ったいかつい顔つきをしており、頭突きなどの反則技を使う。しかし頻繁に頭突きを繰り返したことで、彼のラフファイトにカッとなった一歩に耐えるタイミングを見切られカウンターでKOされた。
生年月日は1972年10月13日（初登場時18歳）。血液型A型。
高田 照彦（たかだ てるひこ）
声 - 鉄野正豊
フェザー級プロボクサー。インファイターで、東日本新人王戦2回戦で宮田と対戦。左のカウンターで1RKOされる。

## その他の国内ジム所属選手
太田 博之（おおた ひろゆき）
声 - 江川央生
練馬拳闘会所属、フェザー級。新人とは思えない老け顔。東日本新人王トーナメントにエントリーしていたが、青森の八戸拳闘会から出稽古にきていたジェイソン尾妻が来た際に、周囲の人間が「太田は尾妻と同じブロックでなくてよかったな」という言葉を聞いてムキになり、ヘッドギア無しでのスパーリングを挑み、右フックの直撃を受け失神。それが元で東日本新人王トーナメントを欠場した。
吉田 満男（よしだ みつお）
維新ジム所属、フェザー級。高校時代は速水龍一の同期で、速水により優勝は出来なかったが、それでもインターハイを2年連続で準優勝した実績を持っていた。東日本新人王戦2回戦にて小橋健太と戦うが、執拗なクリンチやジャブなどでペースを乱されて判定負けを喫する。
川石 鉄矢（かわいし てつや）
荒木ボクシングジム所属、フェザー級。東日本新人王トーナメント予選2回戦にて間柴と対戦、フリッカーの前に為す術もなく倒される。
藤沢 正広（ふじさわ まさひろ）
丸海老ボクシングジム所属、フェザー級。東日本新人王トーナメント予選3回戦にて間柴と対戦、フリッカーの前に為す術もなく倒される。
安川 和仁（やすかわ かずひと）
若林ボクシングジム所属、フェザー級。大学アマ上がりのテクニシャン。東日本新人王戦準々決勝で速水龍一と対戦、ボディ狙いのインファイトでスタミナを奪う作戦を挑んだが、ハンドスピードを上げたショットガンの前に1RでKOされる。
李 龍洙（イ・ヨンスー）
三沢ボクシングジム所属。元日本フェザー級5位。おかっぱ頭の韓国出身の輸入ボクサー。鷹村・ホーク戦のセミファイナルで一歩3度目の防衛戦の対戦相手となり、デンプシー・ロールを受け1R32秒KOで敗北したが、ノーモーションから繰り出す剣道の突きのような拳の固いパンチや棍棒を突き出すかのような高速な左ジャブ、デンプシー・ロールに対し即座にカウンターで対抗しようとするなど、潜在能力の高さを見せ付けた。試合は一歩の勝利だが、デンプシー・ロールがカウンターに弱いことが暗示されているという点で重要な試合である。試合後に鴨川は、最初のフックがイの顎をかすめ、瞬間的に足に来たおかげで右の打ち下ろしが逸れたことを指摘し、楽勝のようでその実冷や冷やの内容だったと一歩に告げた。一歩戦後の消息は不明である。
寺井 真（てらい まこと）
フェザー級。東日本新人王準決勝で今井と対戦、今井の猛攻を華麗にかわし続けていたが、攻撃の手を全く緩めない今井の圧力に恐怖心を覚え、強烈な左リバーブローを受け1RKOで敗北。
伊藤 貴明（いとう たかあき）
オサミボクシングジム所属。ミドル級日本ランカー。基本に忠実な実力者で、鷹村の持つ日本ミドル級タイトルに挑戦、熊の毛皮を被って入場してきた鷹村にふざけた態度と激怒するが、試合では左ジャブの連打のみで1RKOされた。
石井 裕太（いしい ゆうた）
バンタム級世界ランカー。28戦28勝20KO無敗の戦績を残し「最も世界に近い男」と期待されたベテラン選手。鷹村・フォックス戦のセミファイナルで世界タイトル戦に臨んだが、わずか2RKOで沈められる。
前園 誠（まえぞの まこと）
フェザー級。板垣らの同期にあたるサウスポーのボクサー。西日本新人王の最有力と目されていたが、決勝で星に敗れた(子供扱いのような試合内容であったと伝わる)。その後、A級トーナメントに出場し一回戦で福井に判定勝ちしたが、2回戦で冴木に5RKOで敗北した。
伊賀 忍（いが しのぶ）
日本ライト級1位。デビュー戦から全戦全勝、特にバロン栗田がトレーナーになって以降は100%のKO率を記録している。パンチ力と、相手を自分の有利な方向へと誘導する位置取りに長け、国内ライト級王者になる。 A級トーナメントで青木と対戦した際、トレーナーであるバロン栗田の指示で青木をわざと徹底して嬲ったり試合中にトミ子を「ブス」と呼んだ挙句鬱陶しがったりした為、以降青木との因縁が生まれる。
栗田と組んでいたころは無感情で無表情だが、本来は激情家。間柴に負け、栗田に見限られて以降は世界に向かっていく間柴のことを宮田の前で羨ましがっていた。
ボクシングを始めた経緯やそれまでの道のりが描かれることの多い他のボクサー達と異なり、過去や対人関係については殆ど描写されていない。
土屋（つちや）
フライ級世界ランカー。鷹村の統一王座戦のセミファイナルで世界フライ級王座に挑戦。必ずタイトル取ってみせると宣言し、一歩からも「あの人は自分が必ず勝つと信じている」と評価されていたが、いいパンチが入ったことで王者を怒らせてKO負けした。
綿辺 三郎（わたなべ さぶろう）
元世界ジュニアバンタム級チャンピオン。東日本新人王決勝戦（一歩・間柴戦）に解説者として登場した他、チャンピオンカーニバル日本フェザー級タイトルマッチ（一歩・伊達戦）直前のスパーリング見学に鴨川ジムを訪問、試合本番の解説も務めた。一歩とは直接の会話はないものの、実力は高く評価している。
竜崎武士（りゅうざき たけし）
ジュニアライト級のボクサー。顔が具志堅用高に似ている。
A級賞金トーナメントで木村と対戦して引き分けるが、特別ルールによる延長戦（エキストララウンド）で勝利し、決勝へと勝ち進んだ。数年後に再び木村と対戦するも、そのときは判定負けしている。
ジャッカル伊藤（-いとう）
ライト級のボクサー。坊主頭に目つきの悪い人相をしている。
A級賞金トーナメントで青木と対戦して彼必殺のカエルパンチを破る。その試合はKO勝ちとなった。数年後に再び青木と対戦するも、そのときは判定負けしている。
田村（たむら）
佐藤ボクシングジム所属。ジュニアライト級のホープ。日本フェザー級タイトルマッチ（千堂戦）直前の一歩とスパーリングをした。減量前であるため青木は一階級上のパンチ力があると予想していたが、1ラウンドKO負けとなった。
森田 マコト（もりた-）
ジュニアフェザー級4位。日本フェザー級タイトルマッチ（千堂戦）直前の一歩とスパーリングをしたが、KO負けとなった。
村上 浩一（むらかみ こういち）
ライト級7位。日本フェザー級タイトルマッチ（千堂戦）直前の一歩とスパーリングをしたが、KO負けとなった。
ジャッカル岸田（-きしだ）
フェザー級6位。日本フェザー級タイトルマッチ（千堂戦）直前の一歩とスパーリングをしたが、KO負けとなった。
梅津（うめづ）
紺野ボクシングジム所属。ウェルター級のボクサー。日本フェザー級タイトルマッチ（千堂戦）直前の一歩と4階級差のスパーリングをした。一歩のスパーリング4連戦を止めるための特別指名であったが、結果はKO負けとなった。
王島 総司（おうじま そうじ）
通称「王子」で速水同様女性人気が高いが、男性人気はあまりと言っていいほどない。元日本ライト級王者。手が出るのが早いためホストから転職した。タイトル防衛戦で伊賀に敗れる。

## 海外選手

### フェザー級
リカルド・マルチネス
声 - 菅原正志
現WBA世界フェザー級チャンピオン。21歳で戴冠してから10年以上タイトルを防衛し続けている、現役ながら伝説級の選手。
68戦以上の内防衛記録は21回以上、防衛戦には全てKOで勝利し、他団体や近い階級の選手と比べても圧倒的な実力を誇っている。本人が「価値ある選手としか試合をしない」と基本的にランキング1位以外の選手の挑戦は受けていない。変則的なボクシングは行わず、ボクシングの基本を極限まで練り上げた技術とリングを血で染めるような暴力性が合わさったファイトスタイルが持ち味。
一歩との公開スパーリングでは左ジャブのみでデンプシー・ロールを完封し、事実上KOした（リカルドが気を利かせて、倒れそうになったところで止めた）。普段は精密機械のような理詰めのボクシングを見せるが、本来は急所のみを倒すまで打ち続ける攻撃重視のスタイル。
2回目の防衛戦で伊達英二と対戦し、圧倒的な実力差を見せつけて2RでKO。7年後、18回目の防衛戦で伊達と再戦、前回より格段に成長した伊達を相手に本来のスタイルで戦い、終盤伊達のカウンターを浴びながらも、最終的にはほぼ無傷でKOした。
試合前の記者会見で伊達に（ある意味で）挑発された時は「彼にはー何も期待ないほうがいい」と言い返したこともあるが、性格は決して嫌味ではなく相手の資質を認める潔さを持っており、試合中から伊達の健闘を讃え、試合後には尊敬するボクサーとして認識までした。一歩に対しては「強力な技の使い手だから（自分が強いと認めた）ゴンザレスも苦戦するかもしれない」と評した。
素性などが不明な謎の多い人物で、心理描写が多い他の人物と異なりその内面が殆ど描かれていない。ウォーリー戦では幼少期に強いとはどういう気持ちか知りたくてボクシングを始めた様子を描いた回想が描かれている。また、強くなりすぎたため自分の試合がつまらなくなったことを憂えていたが、ウォーリーという過去最強の挑戦者が試合を盛り上げてくれる上に自分がどれだけ強くなったかを試させてくれるとして試合を楽しんでいた。
勘が鋭く、周囲の人間が一歩に執着するのを「この世界は彼を中心に回っている」と評している。また、実は幼い頃から接客業を営んでおり、その時にビルと出会っていることがウォーリー戦で明らかになった。
モデルはプロ・アマ通じ生涯無敗で引退した元ストロー級統一世界王者リカルド・ロペス。
得意技
- メキシカンジャブ（日本人のそれよりリーチがあり、ひと伸びあるため避けにくい上に威力がある。打撃面も腫れやすい）
- コークスクリューブロー（伊達戦でのフィニッシュブローとして使用）

ジミー・シスファー
声 - 大倉正章
元タイ国フェザー級国内チャンピオン。ムエタイで32戦全勝全KOの戦績を残した後ボクシングに転向、ダウンを経験しないまま、10戦10勝全KOのパーフェクトレコードを記録し、カオサイ・ギャラクシーの再来とまで謳われた。海外遠征でタイに拠点を構えていた宮田と11戦目に対戦、戦績に箔をつけるための噛ませ犬との試合として臨んだが、宮田が放った起死回生のジョルト・カウンター1発でKOされ、生涯初の敗北を喫する。
その痛烈な敗戦ショックがトラウマになり、以後テクニック主体のボクシングを捨て、「神の一撃」を目指して突進から大振りのフックを振り回す一発狙いのスタイルに転向。宮田戦後4年間で34回という、近代ボクシングの常識に外れた試合数をこなし、やがて宮田が自分を倒したジョルト・ブローを体得、国内チャンピオンにまで上り詰める。しかしその代償として、バッティングやパンチで切った無数の傷痕が顔面に出来、また話し言葉の呂律が回らず顔つきも明らかに狂気を帯びているなど、パンチドランカーの兆候も見られるようになった。加えて、倒した選手を再起不能にまで追い込むことから、その風貌とファイトスタイルになぞらえて「スクラッチ（傷物）J」のあだ名で呼ばれている。
目標を東洋太平洋王座から東洋圏内各国のチャンピオンに変更した一歩の初戦の相手として招聘され、来日。序盤は並外れた突進力・破壊力で圧倒するが、同じく一発狙いに切り替えた一歩に互角の展開に持ち込まれ、最後はデンプシー・ロールの軌道を強引に変えて繰り出された左アッパー1発で失神し、敗戦した。試合終了後、憑き物が落ちたような表情で「目指していたのは神ではなく悪魔だった」と語り、満足したように現役を引退した。
生涯戦績46戦38勝38KO8敗。生年月日は1971年10月13日（初登場時20歳、一歩戦時24歳）。血液型B型。
得意技
- ジョルトブロー（ダッシュして体ごと突っ込み、全力でストレートを叩き付ける）
- トルネード・ジョルト（大きく体をねじって反動をつけ、全身のバネを使ってその場で放つフック。空振りしてもその反動を使って続けざまに連打できる）

アーニー・グレゴリー
声 - 黒田崇矢
元東洋太平洋フェザー級チャンピオン。一歩並みのパワーを持つファイターで、強烈な左右のフックをワニの顎に喩えた「クロコダイル」の通り名を持つ。宮田の東洋太平洋タイトル挑戦を受け来日、二度ダウンを奪ったが、ジョルトカウンターでマットに沈む。宮田に負けてベルトを失った後、控室で自らのテンガロンハットを宮田に贈って帰国した。宮田戦後の戦績は18戦15勝(12KO)3敗。宮田戦まではKO負けの経験がなかった。
宮田の意地と勇敢さを真っ向から受け止め力でねじ伏せようとするなど、ボクサーとして誇り高い性格をしている。Mr.サカグチのプロモートを受けていたが、選手をあくまで金儲けの道具としか見なさないサカグチに嫌気がさし、試合中に解雇を言い渡している。
得意技
- ブラッディ・クロス（クロスカウンターの際に肘で相手のパンチの軌道をずらし、もう片方の腕でアッパーを放つカウンター返し）

メッガン・ダッチボーイ
声 - 佐藤健輔
元東洋太平洋フェザー級3位。ムエタイで鍛えた強靭な肉体と、高速連打できるショートフックを誇る。宮田の東洋太平洋タイトル4度目の防衛戦の相手として来日し、鷹村・イーグル戦のセミファイナルで対戦。病気の娘の治療費のため、試合で一切手を出さない契約をMr.サカグチと結んでいたが、攻撃してこないと知ってなお打ち合いを望む宮田に闘志が目覚め、真っ向から打ち合いを挑んで開発中の新型カウンターの前に返り討ちに遭った。
ポンチャイ・チュワタナ
フェザー級プロボクサー。ジミー・シスファーに勝利したほどの実力者で、ムエタイからの転向者が多いタイでは珍しい純粋なボクシング出身者。一歩と対戦するまでダウン経験が一度もないというタフネスに加えて、首ひねりやカウンターなど高度なテクニックも持ち合わせている。一歩の再起戦の対戦相手として招聘され、その高い実力から苦戦が予想された矢先、一歩がこの試合に臨んで編み出したデンプシー・ロールの前に2RでKOされた。鷹村は彼を一歩の再起の試金石としか思っておらず「負けは論外、苦戦もダメ。会心の内容で必ず勝つ!」と一歩に厳命していた。
生年月日は1970年8月15日（初登場時22歳）。血液型B型。
崔 正範（チェ・ジョンボン）
東洋太平洋フェザー級6位。宮田の東洋太平洋タイトル防衛戦の相手として来日し対戦、序盤はテクニックに圧倒されていたが、宮田が客席のMr.サカグチとランディー・ボーイ・ジュニアに気を取られた隙に反則技交じりのラフファイトなどで形勢を逆転、TKO寸前にまで追い込む。しかし最後はカッとなった宮田に足を止めての乱打戦を制され、マットに沈む。宮田戦後の戦績は16戦13勝10KO3敗。宮田戦まではダウン経験無しだった。なお宮田はこの乱打戦で両拳を骨折し、約束の試合である一歩戦の延期を余儀なくされてしまう。
ドニー・スルタン
フィリピンフェザー級2位。両拳骨折から復帰した宮田のノンタイトル戦の対戦相手。貧しさから抜け出すため宮田の世界ランキングを奪取することに執着し、会心のクロスカウンターを受けても倒れず立ち向かってきたが、最後は宮田が一歩戦に備えて完成させていた死角からの新型カウンターを受けKOで敗北した。宮田戦までの戦績は13戦8勝4KO5敗。
ランディー・ボーイ・ジュニア
声 - 中田譲治（PS3版）
元東洋太平洋フェザー級暫定チャンピオン。拳の骨折で宮田の防衛戦が延期になったために行われた暫定王座決定戦に勝利し、暫定王者となった。Mr.サカグチのプロモートを受けている。
世界的にも非常に珍しい両利きのボクサーで、対戦相手が気付かないほど頻繁にスイッチを繰り返し最短距離で追い詰めていくことから、三面六臂の神仏になぞらえて「阿修羅」の異名で呼ばれている。強打とタフネスを誇るファイタータイプで、両利きであるが故にアウトボクサーやカウンターパンチャーにとっては非常に相性が悪い。
かつて宮田の父を引退に追い込んだ元東洋太平洋王者ラクーン・ボーイの息子。ラクーンは宮田戦でパンチドランカーとなり、その状態で世界戦に臨んで敗戦、7日後に息を引き取った。何も語らずこの世を去った父の軌跡を辿るため、ランディ自身もボクシングの道に足を踏み入れ、誰に教わるともなく父と同じ両利きのスタイルを体得した。
鷹村・ダック戦のセミファイナル、東洋太平洋王座統一戦で宮田一郎と対戦。序盤は宮田のテクニックといくつもの伏線を織り交ぜた戦術に押されながらも、スイッチでのカウンター封じと持ち前のパンチ力でKO寸前まで追い詰める。しかし宮田のアッパー攻勢に反撃が単調になったところをカウンターで狙い打たれ、最後はコークスクリュー・ブローでのクロスカウンターを受け逆転でKOされた。
宮田はランディに対し父親の代からの決着をつけることに執着していたが、ランディは父と同じ世界の舞台に立つことを目標としており、宮田戦と東洋太平洋王座は通過点としか見ていなかった。
得意技
- スイッチ（軸足の移動によって頻繁に行われる右構え・左構えの切り替え。素早く相手の正面に構えられるだけでなく、スタイルの切り替えによってアウトボクサーのリズムを大幅に狂わせる効果もある）

マルコム・ゲドー
声 - 藤原貴弘（PS3版）
元フィリピンフェザー級国内チャンピオン。鴨川会長をして抜群に上手いと言わしめる巧みなディフェンスと、様々な小技で試合をコントロールする手腕から「魔術師（マジシャン）」と呼ばれている。福井戦までの戦績は32戦22勝15KO6敗4分と飛び抜けたものではないが、それは金銭取引による八百長試合を請け負っているためで、試合展開に応じた料金コースまで設定している。後述のMr.サカグチ同様金銭への執着心が極めて強く、普段は他人を小馬鹿にしたような態度をとっている。
少年時代はスリで生計を立てており、その頃に負った銃創の痕が左胸と右脇腹に残っている。そのような経験から、生命の危険の少ないボクシングのリングをビジネスの場と見なしており、一歩の破壊力にも臆さない豪胆さも持ち合わせている。
福井戦を八百長試合にしたことでボクシングを侮辱していると鴨川会長と一歩の激しい怒りを買い、ファイトマネー総取り試合となった一歩戦に臨んで来日。距離感を狂わせる様々なテクニックと懐に呼び込んでの強烈なアッパーで主導権を握るが、一歩が咄嗟に放ったハートブレイクショットに恐怖を覚えて流れを変えられ、最後は真正面からのぶつかりあいを制されKOで沈んだ。
試合後、高い実力を持ちながら八百長試合を繰り返す理由を、かつてランディー・ボーイ・ジュニアに敗れ世界を目指す夢を諦めたためと明かしていた。後楽園ホールからの帰途、かつての自分を取り戻した試合に満足し再び世界を目指すことも考えたが、自分を倒した一歩の実力を思い返して諦め直し、元通り懲りない言動を繰り返している。
再登場した際はゲバラに敗戦し、情報屋を営んでいる。何事も金で動くなど以前よりもがめつい所が目立つようになっている。
得意技
- ハンドシェイク（グローブの紐を緩め、拳を握りこまずにジャブを打つことでリーチを伸ばす。そのための予備動作として、構えながら手をブラブラと振る。反則技）
- 右アッパー（ハンドシェイクをかいくぐられ懐に入られた際に用いる）

ウォーリー
声 - 福山潤（PS3版）
インドネシアフェザー級国内チャンピオン。年齢は初登場時17歳。野生のサル達と共に辺境の島で生活を送っている。好物はバナナで、一歩たちにお裾分けしている。ミゲル・ゼールがスカウトし自らの「最後の太陽（ラスト・サン）」と呼ぶまでのボクサーになる。天真爛漫で暴力的とは言えない性格だが、ジャングル生活で磨かれた状況対応力と生存本能、サルの遊びについていくことができる運動神経が彼にボクサーとしての資質を授け、アマ経験すら積まずプロデビューから3戦で王者になる。ミゲルから教えられたボクシングを無邪気に楽しむ一方、母国の環境保護を訴えるため世界的なボクサーになることを夢見ている。そして全ての動物を救うために動物学者になることを目指している。
一歩のノンタイトル戦の相手として招聘され来日。事前にアメリカで行った最終調整のスパーでヴォルグと対戦した際には、荒削りながらヴォルグや団吉が唸るほどの潜在能力を見せ、2人に将来の大成を予感させていた。当日の試合では一歩をKO寸前まで追い詰める。一歩の寸分違わない位置に正確に叩き込まれ続けたボディブローに体力を奪われ、最後はデンプシー・ロールによってコーナーからの脱出路を塞がれ顔面に強打を受け、ミゲルのタオル投入によって8RTKOで敗れた。
試合後、ボクサーとしての更なる成長を目指し、インドネシアには帰らずミゲルと共にアメリカへ渡ると決意した。試合は経験の差で一歩が勝利したが、鴨川は一歩ではウォーリーに二度と勝てないと判断。ミゲルに対して「（再戦せず）勝ち逃げさせてもらう」と言い放っていた。
その後リカルドの対戦相手として再登場。同時にヴォルグとのスパーでミゲルに甘やかされた結果ボクシングのルールに適応せず反則技を繰り出すようになったことが発覚した。その反面千堂やヴォルグと異なり意外と思慮深く、一歩がヴォルグとのスパーで倒れた際本気で心配しており、「ボクシング好きじゃなくなったのか？」と尋ねていた。
リカルドとの世界戦では序盤手数とスピード、独特の動きで圧倒するが、中盤以降高地の会場で試合を行っていることによる低酸素とリカルドからのプレッシャーでスタミナ切れに陥り、最後は乱打戦の末にKO負け。その後、右目に後遺症が残ったため引退。
技
- スウェイ（ノーガードで上半身のみ後方に倒れる。上体を反らしながらパンチも打てる）
- 変則パンチ（手を下げた位置からしなるように繰り出されるフックかアッパーに似たパンチ）
- スマッシュ
- フリッカージャブ
- ブランチエーション（木の枝渡りを応用し、ロープをつかみ方向転換する）
- コーナーワーク（ロープの反動を活かして加速し、狭い空間で行うカウンターアタック）

李 鐘弼（リ・チョンピル）
フェザー級プロボクサー。東南アジア遠征から帰国した宮田の国内復帰戦で対戦。海外遠征で成長した宮田に手も足も出ず、強烈な左ボディーブローに3RでKOされる。
ジェフ・ブルックス
WBA世界フェザー級5位。伊達の世界再挑戦の前哨戦の相手として来日、伊達を苦しめるも9Rにハートブレイクショットを受けKOで敗北。
プンサク・クラティー
タイ国フェザー級6位。千堂の大阪での試合のセミファイナルで星と対戦、立ち上がりに左の差し合いを制した直後、右正拳突きを受け一撃でKOされる。
ホセ・ラミレス
WBC世界フェザー級23位。大阪で開催された試合で千堂と対戦、メキシカン特有の距離のあるパンチで優位に立ったが、7RにスマッシュでKOされた。
アレックス・ハカ
国籍不明。鷹村対リッキー・マウス戦の前座で、日本ランキング入り直後の板垣と対戦。ハリネズミの前に1RKO負け。
バナイ・ジャッキージム
元東洋太平洋フェザー級3位。OPBF暫定王座決定戦でランディー・ボーイ・ジュニアと対戦、サウスポー封じからのカウンターをスイッチで破られ、KOで敗北。
ガオナー・パチョン
タイ国フェザー級9位。間柴のOPBFタイトル戦のセミファイナルで板垣と対戦、客席に冴木と唐沢の姿を見つけ集中力の高まった板垣に圧倒され、最後は即興で繰り出されたジョルトカウンターに2RKOされた。

アルフレド・ゴンザレス
声 - 小野大輔（PS3版）
WBC世界フェザー級2位。通算戦績は25戦22勝18KO3敗。メキシコにおいて次期世界王者と目されている強豪選手で、国内では「ミキストリ（死神）」と呼ばれる。自分を二敗させたWBC世界王者も「厄介」と認め、板垣がジムに来て以来、長い間ダウンをしなかった一歩を初めてダウンさせ、そして勝利した実力者。3敗のうち2敗の戦績はリカルド・マルチネス、残りの1敗は千堂武士に敗戦したものである。
リカルドのことを強く尊敬し、ファイトスタイルも模倣している。これについてビル・スチュワートは「コピーではオリジナルに及ばない」と語っているが、伊達は「模倣品ではなく一級品」と評している。
リカルド挑戦の足掛かりとしたい一歩と、日本で対戦。一歩のダッキングが厄介だと判断しアッパーや右を混ぜた直線系のパンチで一歩のよけ方をヘッドスリップに限定、その後3ラウンド目でヘッドスリップでは避けることのできないロングフックを浴びせダウンを奪い優位に立つ。それでも愚直に突進を続ける一歩の技術の低さに業を煮やしモード：死神 (ミキストリ) を発動。攻勢で圧倒するが、6ラウンドにはブロック越しの左アッパーで脳を揺らされ右フックの相討ちで逆にダウンを奪われる。7ラウンドには左アッパーで顎を跳ねあげられるも、乱打を冷静に見極めロープ際で放った強烈な右カウンターで一歩を失神KO。終始ペースを握り計二度のダウンを奪い7ラウンドTKOで勝利を納めた。しかし、技術が低いとは思ったが、それでいて自分と渡り合ったことから、一歩の資質を認めた。その後千堂がリカルドとのスパーでリカルドに膝をつかせた現場を目撃。千堂と一触即発の空気となるが、リカルドの「千堂とゴンザレスを観衆の前で戦わせて勝ったほうを次の防衛戦の相手にする」という提案により千堂武士と対決。序盤は精巧な技術で千堂を圧倒。そのままペースを握るが、千堂がゴンザレスのパンチに「馴れた」ことにより逆転され、2ラウンド目でコーナーに追いつめられる。元々千堂はゴンザレスの「狂気面」、つまりモード：死神 (ミキストリ) の側面と戦いたかったため、2ラウンド中盤ではそれを引き出すような「誘い」とも受け取れるパンチを浴びせる。それによりゴンザレスがモード：死神 (ミキストリ) を発動。強烈なカウンターの連続を千堂に浴びせそのまま対角線上のコーナーまで追い詰める。それからはコンビネーションや位置取りによってパンチをもらわず自分の拳をクリーンヒットさせるという終始有利な状況で激しい打ち合いに臨んだが、3ラウンドまで両者互いに全開に走り続けたことによる体力切れ、コンビネーションの狭間に打たれる千堂特有の強烈な相打ちによる精神、肉体的ダメージの蓄積によりロープ際まで後退。その後壮絶な相打ちを繰り返したのち、千堂の右の渾身の一撃を一歩を沈めた時と同じようなカウンターで迎撃。倒したかに見えたが、なんとか持ちこたえた千堂による倒れ際の低い姿勢から放たれたスマッシュをマトモに顎に喰らいそのままダウン。4RKOで敗北。
技
- メキシカンジャブ（リカルド・マルチネスと同レベル）
- ロングフック
- 様式・死神（モード・ミキストリ）（正確には技ではなく、普段は冷静なボクサーの顔の裏に潜ませている、過去に路地裏を拳一つで生き抜いてきたケンカ屋としての凶暴な本性を解放した姿。顔つきや口調、そしてファイトスタイルが常時とは全くの正反対のものに変貌する）

アントニオ・ゲバラ
フィリピンフェザー級国内チャンピオン。世界ランキング2位。年齢は初登場時で19歳。サウスポーの名手で、一歩にとって初のサウスポーの使い手でもある。
フィリピン貧民街出身で、大家族の長男。温厚で家族思いの青年。たくさん金を貯めてスモーキーマウンテンへ家族を迎えに行き、家で待つ家族の為に未来を持ち帰ることを目的としている。ゲドーを撃破しており、彼から一歩対策として「長いパンチは有効」だと聞かされた。
新型デンプシーロールの動作に入った一歩を追いつめられるも、家族のことを思い出し一歩のアッパーに合わせた左カウンターをテンプルに炸裂させる。4ラウンドKOで勝利を収めた。
技
- カウンター

### ジュニアライト級
エレキ・バッテリー
声 - 奈良徹
ジュニアライト級フィリピン国内王者。身長172.5cm。頭頂部に稲妻マークをあしらった独特の髪型をしている。無表情で、殴られたとき以外は表情が変化しない。
鷹村・イーグル戦の前座で木村と対戦、持ち前のスピードと強烈なカウンターで圧倒するが、ボディーが極端に打たれ弱い点を突かれ、判定引き分けに持ち込まれる。その後、鷹村・フォックス戦の前座で木村と再戦、鍛え直した腹筋でボディブローを跳ね返し、前半から中盤まで試合を優位に進めるも、ボディブロー対策が却って仇となって木村の得意技であるドラゴンフィッシュ・ブローを受けて形勢を逆転され、再び判定引き分けとされた。
得意技
- カウンター

ポーン・モロコット
一歩の復帰戦のセミファイナルで木村と対戦、れーコに振られてヤケになった木村に乱打戦を制されKO負け。
ネフマ・オズカ
フィリピンジュニアライト級5位。鷹村の日本ミドル級タイトル防衛戦の前座で木村と対戦、いつになくアグレッシブに攻めた木村に5RTKOで敗北。
アルマン・アレグリア
声 - 森川竜太
フィリピンジュニアライト級7位。鷹村の世界前哨戦の前座で木村の復帰戦の相手となる。KO狙いで大振りのパンチばかりを繰り返す木村に対し優勢に試合を進めたが、露骨な地元判定で敗れた。
エリック・トンプソン
元IBF世界ジュニアライト級4位。アメリカに渡った当時同級6位のヴォルグとラスベガスで対戦、世界ランカーとしての実力を見せるも最後はKOで敗れる。
マイケル・ゲホン
国籍不明。鷹村対リッキー・マウス戦の前座で木村と対戦。板垣のKO勝利で勢いに乗る木村に5RでKOされる。
ジム・レックス
鷹村・ダック戦の前座で木村と対戦、ラッシュを空回りさせられ体力が尽きたところを木村に逆襲に転じられた矢先、偶然のバッティングによるドクターストップで判定勝利を収めた。
ヴォルグ・ザンギエフ
声 - 森川智之
現IBF世界ジュニアライト級チャンピオン。詳しくはヴォルグ・ザンギエフを参照。
マイク・エリオット
元IBF世界ジュニアライト級チャンピオン。アメリカの国民的英雄で、アマチュア時代はオリンピック銀メダリストだった。そのオリンピックで金メダルをとったデビッド・イーグルとはオリンピック代表のチームメイトで親友同士。自分の美学とは違う戦い方をした選手のことで愚痴をこぼすなど考えが荒い一面をもっているが、チェスのような理詰めで高度な駆け引きを要求するボクシングを得意・理想としており、闘いそのものは結果が全てと受け入れる正々堂々とした選手でもある。
6回目の防衛戦の相手が怪我で対戦を辞退したため、試合1週間前になって急遽ヴォルグを挑戦者に指名。当日の試合では開幕直後のホワイトファングにカウンターを合わせてダウンを奪い、ヴォルグが回復した後は観客席にも緊張が走るほどの頭脳戦を展開。やがて調整不足で体力の切れかかったヴォルグをチアノーゼに陥るまで追い込んだが、幾重にも張り巡らされた伏線の末に繰り出された燕返しからのホワイトファングを受け、意識を断ち切られる程の強烈なダウンを喫する。本来ならここでKO負けになるはずだったが、自陣のセコンドに買収されていたレフェリーによって抱き起こされて試合再開、最後は本能に身を任せたヴォルグの攻勢に正面から応戦し、KOで敗れた。
頭脳的技術に裏打ちされた高い実力を持つヴォルグを、自らの理想の試合を実現出来る相手として以前から注目しており、王座に就く前から対戦を熱望し続けていた。1週間前に急遽ヴォルグを世界戦の対戦相手に指名したのは、セコンドの一人が、エリオットを確実にヴォルグに勝利させるために独断で画策したものであった。

### ライト級
パパイヤ・ダチウ
声 - 布施川一寛
ライト級インドネシア国内王者。ブロッコリーに似た独特の髪形をしている。青木に匹敵する様々な裏技を用い、また殴った相手を空中で一回転させるほどの強打を誇る一方、持久力が全くない。
鷹村・イーグル戦の前座で青木と対戦し、得意のココナッツ・パンチでKO寸前まで追い詰めるも、スタミナ切れを起こして泥仕合に持ち込まれ、判定引き分けとなった。その後、鷹村・フォックス戦の前座で青木と再戦、スタミナの不足を放置してまでココナッツ・パンチの破壊力を増強させ、ダウンを奪うなど追い詰めたが、ディフェンス面にてココナッツ・パンチ対策をしていた事に加えて足を使って逃げ回る青木にスタミナを奪われて最終ラウンドに一方的に攻め立てられ、最終的には再び判定引き分けとなった。
得意技
- ココナッツ・パンチ（相手が空中で一回転するほどの破壊力がある（アニメではさらに着地した摩擦熱でリングが焦げた）。対戦者は「ヤシの実で殴られたようだ」とコメントしているという）
- 付け黒子（顎につけて、パンチを当てるための目印と見せかけていた）
- よそ見
- 死んだふり

アルマン・ガルシア
青木と10回戦で戦いラッキーパンチを浴びて逆転KO負け。
ボーイ・アラーデ
フィリピンライト級8位。鷹村の日本ミドル級防衛戦の前座で青木と対戦、カエルパンチを浴び3Rタオル投入でTKO敗けを喫した。
スネーク・トーマス
胸にヘビの入れ墨を入れている。一歩の再起戦の前座で青木と対戦、トミ子と付き合い始めてテンションの上がった青木に、別人のように華麗なテクニックでKOされる。
バディ・マグラモ
一歩対ハンマー・ナオ戦のセミファイナルで青木と10回戦で対戦、楽勝ムードの青木から激しいダウンを奪うも、隙を突かれてカエルパンチを浴びてしまい、泥仕合に持ち込まれ判定で敗れた。
パダワン・ヨーダ
鷹村対リッキー・マウス戦の前座で青木と対戦。優位に試合を進めたが、9Rに青木のカエルパンチを喰らい逆転KO負けを喫した。
ポンサ・クレック
鷹村・ダック戦の前座で青木と対戦、打ち合いを恐れて逃げ回る青木に対して判定で勝利した。
アーロン・ドミンゴ
元OPBFライト級チャンピオン。国籍はタイ。スタイルはインファイター。間柴の復帰戦となったタイトル防衛戦では中盤まで間柴のリーチに圧倒されるも、1階級上の耐久力と反則技交じりの接近戦で形勢を逆転し、KO寸前に追い込む。しかし10R、至近距離での強烈な右アッパーを受け一撃でKOされた。間柴戦後までの戦績は25戦21勝19KO3敗1分。
ファン・ガルシア🇲🇽
メキシコ出身。29歳。誕生日は7月29日、血液型はA型。アマチュア戦績113戦97勝10敗、97勝のうち85がKO。オリンピック候補選手だったが代表選考会で敗れる。プロ転向後は16勝無敗14KOでそのまま世界王者になった。くっついて良し離れて良しのボクサーファイターだが、メキシカンらしく気は強く打ち合いを好む。左フックが特に強く、KOの8割を演出している。ほとんどの左に角度がついている。
マーカス・ロザリオ
現WBC世界ライト級チャンビオン。間柴が世界前哨戦で苦戦したファン・ガルシアを反則交じりの接近戦で下した実力の持ち主。素行も沢村を「国内レベル」と言わせるほどの悪さで、殺人以外なら何でもやったと言われるほど。
間柴とのタイトルマッチでは、調整不足とは言え、ダウンを奪い合う死闘を展開し、僅差でKO勝ちを収めた。

### ジュニアミドル級
ブライアン・ホーク
声 - 大塚明夫
元WBC世界スーパーウェルター級チャンピオン。身長184.1cm。ニューヨークのスラム街で育ち、ミゲル・ゼールと出会ってボクシングを始めた。尊大かつ我儘、礼儀知らずな性格で、人を殴るか女とセックスをしないと落ち着かない程異常に血の気が多い。
ボクシングや喧嘩に関しては非常に突出した才能の持ち主で、ほとんどトレーニングもしないまま世界チャンピオンの座にまで上り詰めた。その上大の練習嫌いで、試合の予定が決まると失踪してしまい、試合前まで連絡がつかないのが常だという。
変則的かつ野生的な戦い方を得意とし、世界戦での慣れからハイレベルのパワーやスピードを持ち合わせる。セコンドのミゲルには信頼を寄せ、試合中は彼の指示を全面的に聞き入れ、時に戦略的な行動も取る。
防衛戦の対戦相手としてミドル級世界1位だった鷹村を指名し、取り消し騒ぎなどあった末に来日。試合前日の記者会見では鷹村や鴨川会長を挑発、同時に卑猥な言葉で日本人を侮辱した。当日の試合では序盤は互いに野性をむき出しにした壮絶な打撃戦を見せ、減量苦でスタミナ切れを起こした鷹村を一方的に追い詰めるが、練習通り無意識にパンチを打った鷹村の逆鱗に触れ、彼の猛攻撃を受けて逆に追い込まれ、敗れ去った。
試合後、鷹村に対する恐怖心から引退。デビッド・イーグルの自宅来訪時には荒れ果てた部屋で呆然としていたが、鷹村の名前を聞いただけで別人のように取り乱していた。生涯成績21戦20勝17KO1敗。
得意技
- 上体反らし（通常のスウェイよりも大きく上体を反らす。その体勢からパンチやカウンターアタックが出来る）
- 分類不能なパンチ

ラリー・ベルナルド
声 - 稲田徹
WBC世界ジュニアミドル級ランカー。鷹村のジュニアミドル級王座防衛戦の対戦相手。記者会見では「世界最高峰の打撃戦を見せる」と豪語、試合でも「一発もパンチはもらわない」と青木の真似をしてよそ見をした鷹村に強烈な左フックを叩き込む。しかしその後の連打は全て簡単に避けられ、最後は強烈なパンチを2発受け結局1RでKOされる。鷹村が最初から真面目に試合を行っていれば、1発もパンチを食らわせることができなかった公算が極めて高い。鷹村戦後の戦績は24戦20勝16KO4敗。

### ミドル級
デビッド・イーグル
声 - 木内秀信
元WBC世界ミドル級チャンピオン。元オリンピック金メダリストで、プロ転向後15戦でチャンピオンになった、「黄金の鷲（ゴールデン・イーグル）」の異名を持つアメリカの国民的英雄。マイク・エリオットとはオリンピック代表時代のチームメイトで親友である。
元アマチュア王者らしく基本に忠実で極めて高度な技術を持つ「正統派ボクサー」であり、冷静に相手を観察して有効打を出す理詰めのボクシングを得意とする。
容姿端麗でハリウッド映画の出演依頼もあるらしく、鷹村戦で来日した時にはジムの近所の子供達のサインに気軽に応じるなど人格的にも「模範的なスポーツマン」のそれに近く、鴨川から感心され、鷹村に負けた際にも観客から絶賛されていた。
自分の宿敵と見ていたブライアン・ホークを倒したのみならず、トラウマを植え付けて引退に追い込んだ鷹村に強い興味を抱き、鷹村の2階級制覇の挑戦を受けて来日する。
試合序盤は鷹村とハイレベルな技術と駆け引きを繰り広げ、終盤に互いに片目が塞がった状態となり、自身の性格から塞がった方の眼を狙わなかったために乱打戦で劣勢に追い込まれ、最後は両目が塞がって盲目状態となった鷹村のカウンターからのラッシュを受け、KOで敗れた。終盤で見せた、窮地に陥っても諦めずに前に出る闘志は、鷹村からその姿勢が一歩に似ていると評されていた。鷹村戦後の戦績は18戦17勝14KO1敗。
ヴォルグ対エリオット戦を観戦に訪れた時には、強烈なダウンを喫したエリオットを露骨に助け起こした審判の振る舞いと、それに非難の声を上げない観客に激昂し、観客席からエリオットに棄権するよう叫んでいた。
得意技
- ワンツーパンチ（鴨川会長曰く、世界一のワンツー）

ボンチャイ・チュワタナ
日本王者時代の鷹村と対戦するが、3RKOで敗れる。
モーリス・ウェスト
声 - 志村知幸
フィリピンミドル級国内王者。鷹村のジュニアミドル級世界前哨戦の相手として来日。鷹村が減量を失敗したことから優位に試合を進めるが、客席にブライアン・ホークを見つけその観戦態度に激怒した鷹村に6RリングアウトKOで敗れる。
リチャード・フォックス
元WBC世界ミドル級3位。鷹村のミドル級世界王座初防衛戦の相手として来日、調印式で自分との試合を「キツネ狩り」と呼んだ鷹村に激怒し大乱闘寸前になる。しかし本番の試合ではわずか1Rで倒された。
リッキー・マウス
元WBC世界ミドル級7位。鷹村の同級タイトル防衛2戦目の相手として来日。入場パフォーマンスでカブトムシの着ぐるみを着て出てきた鷹村に対し「真面目にやる気がない」と怒りを見せるが、試合開始直後からビートルズ・アッパーの連打に押され、最後は鷹村が偶然放った中途半端なオーバーハンドブローをカウンターで受け1RKOで敗れた。鷹村戦後の戦績は22戦19勝15KO3敗。
ロナルド・ダック
元WBC世界ミドル級3位。鷹村の同級タイトル防衛3戦目の相手として来日、大振りのフックを繰り返す鷹村に対し圧倒的優位に試合を運んだが、10Rにワンツーを受けKOされた。鷹村戦後の戦績は19戦17勝14KO1敗1分。
ピーター・ラビットソン
元WBC世界ミドル級5位。鷹村の同級タイトル防衛4戦目の相手として来日。鷹村と正面から打ち合わずに終始圧倒しポイントを積み重ね、本来なら逃げ切って判定勝ちに持ち込むことはほぼ確実であったが、12Rに入り、鷹村の目に余るほど荒い試合運びに対して観客が逆にラビットソンを応援し始め、それを受けて積極的KO狙いに行ったところに反撃を受けKOされた。鷹村戦後の戦績は26戦22勝17KO4敗。
リチャード・バイソン
元WBA世界ミドル級チャンピオン。WBA、WBC統一王座戦の相手として来日。治安の悪いダウンタウンで自らの身を守るためにボクシングを始め、五輪の選考会も含めてデビット・イーグルには2敗している。プロ転向後はイーグルと同じ世界王者にまで登り詰め、彼との対決を望んでいたようだが、イーグルが鷹村に敗れてしまったことで実現しなかった。その事から鷹村を「自分の欲しかったものを奪った盗賊」として見なし、半ば逆恨みのような偏見を持っていた。
試合序盤はフリッカージャブで鷹村と左の差し合いで有利に立つも、鷹村がバイソンの見様見真似でフリッカー及びフリッカー破りを開眼し、自分の技を真似する鷹村に激怒した。
中盤は乱打戦の末に打ち負けてしまい、「鷹村は盗人ではなく怪物」と考えを改め、心が折れかけてしまうも本場のボクサーとしての使命感から奮起。それでも打ち負けて絶体絶命のピンチに追い込まれ、カウンターを食らってしまう。
終盤ではスウィングで一気に試合の流れを掴み、鷹村をコーナーに追い込み敗北寸前まで追いつめるも、最後は鷹村が声援を送る一歩から”一歩特有の打ち方“を思い出し、それをまともに喰らったことでKOされた。戦績は未記述。
得意技
- フリッカージャブ（本場のデトロイトスタイルから放たれるハイレベルなフリッカージャブ）
- フリッカー破り（フリッカーの出る腕を左で叩き落とし、右でカウンターを決める技）
- スウィング（右でフェイントを入れてから左で打つ事で鷹村を追い詰めた）

### スーパーミドル級
キース・ドラゴン
WBC世界スーパーミドル級チャンピオン。
身長187cm、リーチ200cm。
麻雀を好み、「Lady luck loves me(幸運の女神に愛されているのさ)」と自称する”豪運の王者“。両親を自殺で失った過去を持つ。
利き腕を前に出して戦うコンバーテッドボクサー。ミドル級時代より1階級上げてさらに強くなった鷹村の敵ではなく、鷹村との試合に敗れタイトルを失う。
戦績は26戦24勝1敗1分21KO。

## その他

### 釣り船幕之内
幕之内 寛子（まくのうち ひろこ）
声 - 寺内よりえ、勝生真沙子（若い頃） / 村上はるみ（ドラマCD版）
演 - 久下恵美（舞台）
一歩の母。漁師の夫と死別して以来、夫の遺した釣り船屋を経営しながら女手一つで一歩を育て上げてきた。懐の深い穏やかな性格で、ヴォルグや島袋からは本当の母のように慕われているが、一歩の名前のロゴを間違えたり、息子がAVを見ていると思ったときに囃し立てるなど、ユーモア溢れる性格でもある。久美・飯村・菜々子が一歩を巡っていがみ合っていた際、彼女達を宥めたことがある。一歩がボクシングを続けることに理解を示す一方、息子が殴られる姿を見たくないと試合を観戦したことは一度もなく、試合や練習ごとに傷だらけになってくる一歩の体を常々心配している。生年月日は1949年11月12日（初登場時40歳）、蠍座、血液型O型。
幕之内 一男（まくのうち かずお）
声 - てらそままさき
一歩の父。本編の開始時点ですでに故人。幼い息子と共に過ごせる時間を増やそうと、漁師を廃業して釣り船屋を開業しようとした矢先、最後の漁の最中に遭難。仲間の救助を優先したため自らは船とともに荒波に飲み込まれ、帰らぬ人となった。遺体は発見されなかったが、最期に身に着けていた釣り船屋の帽子だけが、父の帰りを待ち続けていた幼き日の一歩によって深夜の海の中から回収されている。寛子によると、普段は温厚だが気性が激しい性格で、ここ一番の腕っぷしは相当なものだったらしく、一歩よりもボクサーに向いていたという。自分より強いかもしれない相手と戦うときは「相手を海の生き物に例えて」勇気を奮い立たせ、余計な力を抜いてリラックスしていたという。

### 鴨川ジムを取り巻く人々
梅沢 正彦（うめざわ まさひこ）
声 - 真殿光昭
演 - 神坂優心（舞台）
一歩の高校の同級生で、彼の応援団長。
高校時代はヤンキーで、竹村、松田らとつるんで、事あるごとに一歩をいじめていた。当初は一歩がボクシングを始めたのは自分達に対する復讐心からだと思い込んでいたが、真摯にボクシングに打ち込む一歩の姿に魅了され、特に藤原との戦いを見たことで一気に見直すようになる。一歩の応援団長となって試合には欠かさず駆けつけるようになる。
高校卒業後は就職したが、上司にどやされるのが嫌で数か月後に会社を退職。以降はかつての夢であった漫画家を目指し、一歩をモデルにしてボクシング漫画を描きたいと、取材と応援を兼ねて「釣り船幕之内」のアルバイトとなる。三年後、本格的に漫画に取り組むために、板垣に後釜を頼んで「釣り船幕之内」を退職した。
一歩がプロボクサーとして活躍するようになってから、かつて一歩をいじめていたことに強い罪悪感を抱くようになり、釣り船幕之内を退職する直前に、一歩と一歩の母が揃っている時に自分の過去を正直に告白しようとした。だが、様子を察した母は告白する前に全てを許し、その後一歩からも親友だと言われ嬉しさのあまり涙していた。
その後、釣り船屋での経験を元に描いた釣り漫画が新人漫画賞で入選し、現在は連載作家のアシスタントをしながら出版社に持ち込みを行っている。話によれば、週刊連載中の『君のいた町』のアシスタントをしているらしく、『別冊少年マガジン』の編集長に気に入られたという。一歩が小島に挑発されたことを知ったときは「いい気になりやがって！」と憤慨していた。
その後もたまに家を訪れた一歩に作画を手伝ってもらっているが、そこで彼のパンチドランカー症状を目の当たりにし、複雑な心境になっている。また、一歩の友人の中で彼を大切にしている数少ない人物で、藤原戦まで一歩を虐めていたことを未だに悔いているところがある。
生年月日は1973年10月3日（初登場時16歳、高校二年生）、天秤座、血液型AB型。
竹村（たけむら）、松田（まつだ）
声 - 長谷部浩一、並木伸一
梅沢の不良時代の舎弟。梅沢と共に一歩をいじめていたが、梅沢同様に真摯にボクシングに打ち込む一歩の姿に魅了され改心し、一歩を応援するようになる。
間柴 久美（ましば くみ）
声 - 小林沙苗（第1期 - 『間柴vs木村 死刑執行』、PS3版、『FIGHTING SOULS』）、平田裕香（New Challenger）、林沙織（Rising）
演 - 未来（舞台）
間柴了の妹で、初登場時は高校生であったがのちに看護師となる。当初は兄を心配して、ボクシングをやることを快く思っていなかった。やがて、一歩と付き合うようになってからは、妹思いの兄の妨害にあうようになる。また、非常識なボクサーやボクシングファンたちに振り回されることも少なくない。
トミ子
声 - 津田匠子
青木の恋人。久美と同じ病院に勤務する先輩看護師で、木村が設定したボクサーと一歩の入院先の看護師との合コンで青木と知り合い即座に意気投合、それ以来青木の部屋で同棲している。お世辞にも美人とは言えないが、Tバックの下着を好んで着用しグラマラスな体形で、知らずに痴漢行為をした鷹村からも「いいおっぱいしてる」と賞賛されている。性格も非常によく、陰日向に青木を支えて尽くしており、青木の試合を茶化す鷹村や板垣の父を張り飛ばすこともある。青木に対し、普段は甘えながら「まちゃる」と呼んでいる。青木との仲を他のボクサーに嫉妬される事が多い。趣味はタロット占いで霊感が強く、的中率は高い。
ウォーリー・リカルド戦以降は一歩と久美の仲があまり進展していない事に業を煮やし、「早く一歩と幸せになりなさい」と断言した。
山口 智子（やまぐち ともこ）
声 - 小林優子
女性接骨医。間柴戦で拳を骨折した一歩が、釣り舟幕之内の常連である宮崎教授に紹介されて来院して以来かかりつけとなり、その縁で鴨川ジムのメンバーを診るようにもなった。鴨川ジムの面々が見とれるほどの美貌とプロポーションの持ち主で、菜々子からも「エロババア」と嫉妬されるほどだが、学生時代は「女三四郎」と呼ばれ柔道日本一にもなった柔道の実力者で、また負傷の部位と具合から原因を正確に判断したり、鴨川会長が考案した筋トレの意図を一目で見抜いたりするなど、接骨医としてもかなりの腕利きである。当初は一歩に好意を抱いていたが、最近は鷹村と接点が多く、彼にキスをしたことがある。
生年月日は1966年10月7日（初登場時26歳）、天秤座。モデルは山口香。
木村父、木村母
声 - 土師孝也（父）、鳳芳野（母）
木村達也の両親。花屋・木村園芸を経営している。2人とも真面目で穏やかな性格。達也の幼少期、父親の情けない行動（息子が苛めを受けた際に加害者の子の家に抗議に行くがやり込められ、逆に頭を下げてしまった）が達也が非行に走るきっかけとなってしまい、その出来事を悔やんでいた。
猫田 銀八（ねこた ぎんぱち）
声 - 永井一郎（第1期 - Rising第19話）、山寺宏一（Rising第22話 - ）、吉野裕行（戦後編） / 宝亀克寿（ゲーム『FIGHTING SOULS』）
鴨川会長の親友で現役時代のライバル。
岡崎照（おかざき てる）
泰平にいじめられていた少年。15歳。一歩と知り合い、鴨川ジムに入れられるもボクシングに興味がない。卓越した画才を持っており、梅沢に「天才だ」と評されている。梅沢を師匠と慕い、自分の境遇を嘆いていたが、一歩に「いじめる方はみんな暇なんだよ」と言われる。その後泰平が起こした暴力事件が元で泰平が一歩に張り倒されたことをきっかけに彼と決別。その際「僕は暇じゃない」と胸を張れるようになった。

### 鷹村家
鷹村の実家で、リゾート開発やホテル建設で名を馳せる大企業・鷹村開発の社長一家。彼らは皆金にものを言わせているところがあり、鷹村の居心地の無さにつながっていた。
鷹村 卓（たかむら すぐる）
声 - 堀内賢雄
鷹村の兄で鷹村家の長男。鷹村開発の御曹司で、親の後を継ぎ実業家として成功を収めている。学生時代は不世出のスタンドオフと呼ばれたラグビーの花形選手であり、一時期はスポーツ紙を賑わせ、青木と木村も名前は知っていた。しかし、ずば抜けた才能は、むしろチームメイトとかみ合わなかったようであり、チームの戦績はよくなかったとのこと。大学卒業後は家業を継ぐためにラグビーを引退した。兄弟の中で浮いた存在だった鷹村のことを良く思っていない様子も見られたが、鷹村のためにグループ会社社長のポストを用意するなど、彼なりに弟のことを気遣っていた。
鷹村 京香（たかむら きょうか）
声 - 井上喜久子
鷹村の姉、卓の妹で、鷹村家の長女。聡明で容姿端麗。ボクシングに理解があるようで、鷹村の減量の手助けに乾燥シイタケを差し入れていた。反目しあう兄弟の境遇を良く知る人物で、鷹村にとって頭の上がらない存在のようである。鷹村を「守ちゃん」と呼ぶ。
鷹村と関わりが多い山口のことを馬鹿にしており、2人の仲を引き裂こうとしたこともあった。
鷹村 渡（たかむら わたる）
声 - 松元惠
鷹村の弟で鷹村家の三男。勉強は得意だが2人の兄と違って体格が優れておらず、それ故に超人的な強さを誇る鷹村に憧れを抱いており、鷹村もまた弟のことを可愛がっているようである。

### 板垣家
貧乏長屋のような平屋建ての家に、一家4人で暮らしている。貧しいながらも駄洒落の絶えない明るい家庭である。
板垣 菜々子（いたがき ななこ）
声 - 小林ゆう
板垣学の妹で、高校生（初登場時16歳）。容姿は兄同様、母親に似て端麗。自他共に認める一歩の大ファンで、兄の縁で一歩と知り合って以来彼に熱烈な好意を抱き、積極的にアタックをかけている一方、一歩と仲の良い久美に対して何かにつけて張り合おうとしている。一度ならずも一歩にセクハラまがいのことをしたことがあり、彼からは半ば敬遠されている。今井から想いを寄せられているが、当の本人にその気は無くいつも袖にしている。学によると学業の成績はあまり良くないらしい。兄や両親同様、大のダジャレ好き。
板垣父
声 - 福田信昭
板垣家の家長。サラリーマンだったが会社をリストラされ、初登場時は警備会社に勤務していた。その後リストラに遭った様子だが、学によるとリストラは珍しくないらしい。カツラを着用しているが、しばしば外れて禿げ頭が露わになる。大のダジャレ好きで、一歩から噂を聞きつけダジャレ対決を挑んできた鷹村から「師匠」とまで呼ばれている。劇中において、鷹村に敬語を使わせる唯一の人物。板垣家以外の場面でもしばしば脇役として登場している。一歩の引退後に、自身が勤務している警備会社で働かないかと勧誘していた。
板垣母
声 - 園崎未恵
板垣兄妹の母。他の家族同様ダジャレを連発する。学と菜々子は母親に似ている。

### 月刊ボクシングファン編集部
藤井 稔（ふじい みのる）
声 - 小野健一 / 小室正幸（ドラマCD版）
「月刊ボクシングファン」誌のベテラン記者。口ひげをたくわえている。ボクシングに対する情熱は熱く、豊富な知識を持っており、選手の立場もよく理解している。取材で訪れた鴨川ジムで、ジムのホープだった宮田と一歩とのスパーリングを偶然目撃、以来一歩に注目し、頻繁に取材に訪れるようになる。鷹村からは「藤井ちゃん」と呼ばれる。宮田の一歩に対する執念に辟易しているところがある。また、一歩引退以降に宮田がモチベーション低下に陥った際「人生棒に振っちまうぞ」と心配していた。
実は元ボクサーで、篠田とは同期であったという。
生年月日は1959年6月6日（初登場時31歳）、双子座、血液型B型。
飯村 真理（いいむら まり）
声 - 篠原恵美
「月刊ボクシングファン」誌の女性記者で、藤井の助手。眼鏡で長髪の美人。年齢は久美より3歳上（初登場時22歳）。ボクシングについての造詣が深く、知的で論理的な思考に長け、必要とあれば遠方への取材も辞さないなど仕事熱心であるが、藤井曰く生意気で一言多い（初期は心の中で毒吐く場面もいくつか見られた）。日本語のほかに英語・スペイン語・タイ語に通じ、しばしば通訳を買って出ている。
イギリス・マンチェスターに留学していた高校時代にボクシング観戦に誘われたことでボクシングの世界に携わるきっかけとなり、「月刊ボクシングファン」編集部に入社した。好きなボクサーはトーマス・ハーンズ、シュガー・レイ・レナード、ロベルト・デュランなど。
初取材の時から一歩に強い興味を抱いており、また個人的にも一歩に惹かれている様子が見られるが、本人は「取材のため」とごまかしている。同じく久美に気のある板垣から「残念組」としてデートの誘いなどをかけられているが、彼が天然なこともあってその気がない様子で、デート時は淡々と彼を取材していた。一歩と宮田の関係性に理解を示し、「恋人のようね」と評している。
容姿端麗で巨乳のため、鷹村対ホーク戦の記者会見時にホークに誘いをかけられていた。
上述の通り一歩に好意を持っていたが、彼の引退後、久美の告白とも言える発言に気づかない鈍感さを目の当たりにした際は「本当にボクシング以外は0点」と評し幻滅。そのまま彼を見限ることになった。その反面宮田のことはいまだに気にかけている模様。
藤井の部下
「月刊ボクシングファン」誌の記者で、刈り上げたおかっぱ頭の青年。初期は藤井の助手として取材活動をし、彼の車を運転するなどしていた。飯村の登場と入れ替わりに出番が減ってしまったが、その後も時折登場している。アニメ版には未登場。
編集長
声 - 十日市秀悦

### ライバルたちの支援者
浜 団吉（はま だんきち）
声 - 加藤精三、安元洋貴（戦後編）
鴨川会長と猫田の青年時代のライバルで、白髭に鋭い目つきの老人。2人の古い友人だが、執念深い性格で恐れられている。
現役時代は天才とまで称された頭脳派のテクニシャンで、手首から先の急激な捻りによって軌道を変化させるジャブ「飛燕」の使い手だったが、顎が脆いという弱点があった。鴨川戦で顎を割られて以降さらに顎が弱くなり、やがて現役を引退した。最終的に鴨川には2敗、猫田には3敗し、ラルフ・アンダーソンにも敗戦している。
引退後はトレーナーとして海外に拠点を構え、メキシコを中心に世界ランカーや世界チャンピオンを何人も輩出、名伯楽としてその名を知られるようになった。海外の選手や同僚からは「ダン」の愛称で呼ばれる。
リカルド・マルチネスを倒せる日本人ボクサーを育てることを目標として日本に帰国し、ジュニアフェザー級の日本王者だった真田に「飛燕」「燕返し」を伝授、鴨川と一歩に挑戦する。真田が敗れて引退した後はアメリカ合衆国に拠点を移し、鴨川の紹介を受けてヴォルグ・ザンギエフのトレーナーを務め、IBF王者へと育て上げた。その後もヴォルグのトレーナーを務めている。
その育成方針は、鴨川から「教え魔」と称されている。
得意技（現役時代）
- 飛燕（手首から先の捻りでパンチの軌道をトリッキーに変化させるジャブ）

コンビニ店長
宮田がアルバイトをしているコンビニの店長。未亡人で宮田に惚れており、彼を愛人にしようとするが彼からは敬遠されている。また、時給2500円を餌に彼を雇っていることを鷹村に非難されている。リカルド戦を控えた千堂と鷹村のスパーに居合わせた宮田自身によると日に日に彼に付きまとうようになっていることが明らかになっていた。
千堂の祖母
声 - 杉山佳寿子
千堂武士の父方の祖母。大阪で駄菓子屋を経営しており、5歳で両親を失った武士を引き取って育てた。現在も千堂と2人で暮らしている。千堂が頭の上がらない数少ない存在の一人である。息子(千堂の父親)に先立たれたが、孫に「父親(息子)のような男になれ」と説くなど、生き様は認めていた。
千堂ファンの子供たち
声 - 重松朋（マナブ）、伊藤亜矢子、松岡由貴、ひと美（女の子）、丹羽紫保里（タカシ）
千堂の近所に住む5人の子供。1人は女の子。名前が判明しているのは赤鼻で阪神タイガースの帽子をかぶったリーダー格のマナブと、ひ弱なタカシのみ。千堂を「ロッキー」と呼んでいる。練習中の千堂にまとわりつき、千堂の試合があるとファイトマネーを見込んで「なんか買うてくれ」とねだっている。
千堂の恩師
千堂の中学時代の恩師の女性。彼に好意を持っており、また彼自身も彼女にほのかな好意を持っていた。現在は元夫のDVに耐えかね、また、海外で試合をする時に祖母を一人にさせたくないという千堂の要望もあり、千堂の家に居候することになる。
ミロ・スカマラス
メキシコのプロレスラー。ルチャ・リブレを得意とするマスクマン。かつて日本では「ルチャの帝王」と呼ばれていた。千堂と星がメキシコを訪れてジム巡りをしていた時に偶然会い、スペイン語#方言スペイン語が分からない彼らのサポートをした。その際に千堂達と弟のマラスカスと取った写真が日本の新聞に掲載される。陽気で親切な性格で千堂と懇意。かつて日本で活動していたことがあるため、日本語で会話が出来る。一歩が女性に泥棒と間違われた際は彼にマスクを渡して「デカマラス」に仕立て上げて、場を納めた。
マラスカス・スカマラス
スカマラスの弟で同じくメキシコのレスラー。兄と同じくマスクマンとして活動している。兄同様、陽気で親切な性格。兄のミロと違って日本語は解さない。
田中運輸社長（たなか）
声 - 秋元羊介
間柴の勤務先の社長。
田中理恵（たなか りえ）
田中運輸社長の娘。間柴を「了ちゃん」と呼び彼に恋しているが、基本妹以外に興味のない彼からはそっけない態度をとられている。
間柴兄妹の両親
間柴了と久美兄妹の両親。物語開始時点で既に故人。息子の破壊衝動や彼が娘に迷惑をかけてばかりいることに悩まされていた。
水谷（みずたに）
間柴兄妹のかつての保護者。故人。昔から荒れていた間柴に東邦ジムを紹介しボクシングに打ち込ませた張本人。間柴の更生を信じて彼に尽くしていた。以前から病気を患っており、間柴が一歩に敗れた後に死亡。
ヴォルグの母
声 - 有馬瑞香
ヴォルグの母。彼が赤ん坊のころから女手一つで育ててきたが、体調を崩した。息子が幼いころは「狼のように強くなって」と説いていたが、本質的には暴力が大嫌いだったため、ボクシングにのめりこんでいく彼に「あなたは優しい子だったのに」と次第に嫌気がさしていった。ヴォルグは『ボクシングでどんなに勝っても、母が喜んでくれたことは一度もなく、むしろ残念な顔で窘められた』様子を回想している。その後ヴォルグの敗戦後に死亡。
チーム・ホワイトファング
ヴォルグの所属するマーベラス・ジム所属のチームで彼のジムメイト。金髪と黒人と黒髪の3人組。
Mr.サカグチ
声 - 稲葉実
主に東洋太平洋圏で活躍している世界的なプロモーター。小柄で肌の浅黒い中年男性で、その狡猾なやり口から悪い噂が絶えない人物。計量や試合での様子から相手の弱点や性格を見抜くなど観察力は鋭いが、自分の思い通りに事が運ばないと悪しざまにボクサーを罵倒する。一歩らは彼の相手を騙して道具扱いするやり方に対して快く思っていない。また、後述のことで一歩達鴨川ジムと宮田親子を仲違いさせ、一歩が鴨川に依存するようになった元凶でもある。
東洋太平洋王者だったアーニー・グレゴリーのマネージャーとして金儲けを企んでいたが、試合中にアーニーの逆鱗に触れ解雇された上、アーニーが宮田に敗北し、それ以来宮田を逆恨みし激しく敵視している。捨て駒としてメッガン・ダッチボーイを宮田の試合にあてがい、その後刺客としてランディー・ボーイ・ジュニアを送り込んだ。その際、宮田のことは眼中にないこと、ビジネスのための踏み台としか見ていないことを一歩に言い放った。ランディが敗れた後、ロナルド・ダック戦を終えて苛立ちのあまり会場の外で暴れ回っていた鷹村の拳が偶然直撃、互いに顔を見ていなかったため何者かに闇討ちされたと勘違いし、新聞に「もう日本には来ない」とコメントしていた。
伊達 愛子（だて あいこ）
声 - 玉川紗己子
伊達の妻。良家の出身で、兄がいる。友達に誘われ、付き添いという形で伊達の1度目の日本タイトルマッチに観戦に来ていたことがきっかけで伊達と出会い（彼女自身は当時、ボクシングにあまり興味がなかった）、後に結婚した。伊達の世界初挑戦の時に子供を身篭るが流産してしまい、世界戦に惨敗して帰って来た伊達はそのショックで意気消沈して、現役を引退。その後、伊達はサラリーマンとなって仕事で成功し、新しく出来た息子・雄二も無事産まれたが、夫がボクシングに未練を残していることを知り、「父親の本当の姿を雄二に見せて欲しい」と励ましカムバックを後押しした。
伊達 雄二（だて ゆうじ）
声 - 若林直美
伊達の一人息子。世界王座に挑む伊達の姿に憧れ、リカルド・マルチネスとの再戦に挑む父の姿を、目をそらさず気丈に最後まで見届けた。
その後一歩に父の敵討ちを懇願する。その後は伊達のジムでボクサーになるためにトレーニングしている様子であり、一歩が引退した時はその時の約束を反故にしたことに「あの時今の自分じゃ無理だと言いましたよね。いつならいいんですか?」と失望。そのまま彼を見限った。
木下 つぐみ（きのした つぐみ）
声 - 桃森すもも
木下ジム会長の娘。風邪をひいて寝込んでいた時に看病されて以来、真田一機を「せんせえ」と呼び慕っている。
河辺（かわべ）
声 - 村上裕哉
下伊利井中学校の数学教師。沢村竜平の恩師で、彼が心を開いている唯一の人物。腰の低い穏やかな性格をしており、在学時から沢村の事を気にかけ何かと世話を焼いている。沢村と同じく養護施設の出身。
一歩に打倒沢村を懇願するところを当の本人に見られてしまい憎悪されるが、千堂が沢村に真実を告げたことで和解した。
サチ子
声 - 小林真麻
今江克孝の恋人。学生時代から今江と付き合いがあり、不美人な容姿だったことから周囲にからかわれていた。自分を守るために始めたボクシングに入れ込み、プロとして真剣に練習に取り組むようになった今江に別れを告げられたが、その後も思いを寄せ続け、青木戦後に縒りを戻した。
土屋 あつし（つちや あつし）
難病で病院に長期入院している少年。車椅子生活を送っており、病院の近くでロードワークをしていた牧野文人に声をかけて以来、牧野と親しくしている。
英坊（ヒデぼう）
武恵一の一人息子。本名は不明。かつて父が自分の看病のために伊達英二とのタイトルマッチを棒に振り、それを「逃げた」となじったことに負い目を抱いていた。一歩戦後、何度強打を受けても勇敢に立ち向かっていった父の姿に憧れ、ボクシングを教えてほしいと父に懇願していた。
武 桂子（たけ けいこ）
武恵一の妻。息子と共に後楽園ホールまでタイトルマッチの応援に駆けつけた。
バロン栗田（バロンくりた）
フリーのトレーナー。鷹村達からは「マロン」と呼ばれている。鴨川ジムに突如現れ、「鴨川会長から留守を預かるように言われた」と一歩達を騙し、オーバーワークの練習を課して己の傀儡にしようとするも、一歩のミット打ちについていけず跳ね飛ばされる。その後、鴨川ジムに所属していた元練習生で、鷹村のスパーリングパートナーを務めさせられていた心身の負担から、プロデビュー直前にジムをやめていたことが明らかになった。青木・木村と入れ替わる時期にジムを去ったため、2人とは互いに面識がなかった。
実績は全くなく、トレーナーとしての評判も良くない。鴨川ジムに来る前は仙台の塚原ジムに雇われており、その時に福井の対戦相手であるマルコム・ゲドーから提案された八百長試合を勝手に契約、試合後にそのことが発覚して塚原ジムを解雇されている。しかしその後、別のジムに雇われて伊賀忍の才能を見出し、自らの手で育成し日本王者にした。
鴨川ジムの事件の時に、木村と青木に一方的に叩きのめされたことから青木を強く恨み、A級トーナメント決勝では青木を嬲りものにするよう伊賀に指示していた。
東洋太平洋ライト級タイトルマッチで間柴の弱点を研究し、伊賀に間柴の反則負けを誘発させる策を実行させるが、ボクサーとしての自覚・冷静さを維持した間柴に敗れる。ここでも思い通りに動かない伊賀を引っ叩く、自分の命令しか聞かぬよう強要する、敗北すると伊賀を置いて帰るなど横暴な行動・言動を取り続け、周囲からは反感を買っていた。
パヤオ
声 - 渋谷茂
タイ人ボクサー。海外遠征でタイに拠点を構えていた時の宮田のスパーリングパートナーで、片言ながら日本語を話し、私生活でも何かと宮田を気遣っていた。30:1のオッズのかかった宮田・ジミー戦で、宮田の実力を信じて一か月分の生活費を宮田に賭けて大勝ちし、その勝利金で手に入れた自家用車で宮田を空港まで送った。
チャナ
声 - 神代知衣
パヤオの弟。宮田を尊敬しており、宮田のようなカウンターパンチャーになることを夢見ている。宮田のジョルト・カウンター開発のきっかけを与えた。
マリア
声 - 小堀幸
メッガン・ダッチボーイの娘。チャナの友達。病気を患っている。自分のために父が危険な試合をしに日本へ行ったことに負い目を感じており、無事に帰ってきてほしいと願っていた。宮田と父の試合後は病気は治っていた。
ビル・スチュワート
声 - 小室正幸
リカルド・マルチネスのトレーナー兼マネージャー。過去に7人の選手を世界王者にしている名トレーナーであり、そのキャリアに裏打ちされた観察力も本物である。ミゲル同様、「暴力（バイオレンス）と科学（サイエンス）の融合した姿」こそが理想のボクサー像であると考えており、彼によればリカルドの本来の姿がまさにそれであるという。
ルスラン・ラムダ
声 - 清川元夢
ヴォルグのアマチュア時代からの専属トレーナー。ロシア人。旧ソ連では名伯楽として知られた。鴨川会長や日本のボクシングを精神論に傾倒したものと批判していたが、一方で鴨川に対しては素晴らしい理論の持ち主だとも評していた。ヴォルグとの引退と共にロシアへ帰国、その後再起を誓うヴォルグに対し母の墓を守ることを約束し、出国を見送った。
ミゲル・ゼール
声 - 飯塚昭三、勝杏里（戦後編）
米国でその名を知られるトレーナー兼マネージャーで、6人の世界チャンピオンを輩出させた名伯楽。ブライアン・ホークのセコンドを務め、ホークが引退した現在はウォーリーのトレーナーを務めている。英語・日本語に通じる。ニューヨーク在住。
青年時代、進駐軍の一員として日本を訪れたことがあり、その時にラルフ・アンダーソンの通訳や彼のセコンドに付くなどして、鴨川会長や団吉と何度か出会い面識があった。後に海外でトレーナーとなった団吉とはよく顔を合わせ、彼を「ダン」と呼ぶ間柄になっている。
鷹村・ホーク戦で来日し、鴨川と顔を合わせた時は互いに気づいていない様子だったが、帰国後に団吉から話を聞いて当時の事を思い出し、一歩・ウォーリー戦での再来日の際には鴨川も同様に彼のことを思い出しており、試合の前後に2人で語り合うなどしていた。
ホークとはニューヨークの路地裏で喧嘩していたところに偶然出くわし、ボクシングの道に引き入れた。彼の才能と変則的な実力、狂気を帯びた気質にほれ込み、リングに入れたらどうなるのかという興味本位でボクサーにしたが、不利な戦況に怯えたホークをみて、メンタルを強くする指導をしなかったことから「無能を露呈した」と自省した。
帰国後、ホークが引退して手持無沙汰になったところで、テレビ番組で見たサルと戯れるウォーリーの姿に心を奪われ、インドネシアの離島まで赴いて彼をスカウト、現地でボクシングを教えた。彼に対しては並ならぬ愛情と情熱を注いでおり、周囲には彼のことを「マイボーイ」、もしくは自分の人生の最後を照らす光になぞらえて「最後の太陽（ラスト・サン）」であると話している。
ボクサーには理論と野性味の両方が必要であるという信条を持っており、それらを兼ね備えた鷹村を「野性と科学の融合した姿」「ボクサーの理想像」と評していた。また、努力と根性で不可能を可能にする古来の日本人の精神には尊敬と畏怖の念を抱いており、非常に打たれ強い一歩の姿を当時の鴨川と重ねて高く評価しているが、同時に頑なにタオルを投げないセコンドの鴨川の姿勢には選手を大切にしていないとして異を唱えている。しかし彼が選手を強く信頼しているという点には理解を示した様子であった。
ウォーリー戦での敗北後、鴨川に互いの「最後の太陽（ラスト・サン）」同士の更なる再戦を望む旨を伝え、去って行った。
その後弟子のウォーリーは甘やかした結果ボクシングのルールに適応せず反則技を平気で繰り出すようになり、これに対してミゲル本人は「人格までどうこうできる指導者ではない」「ただ素材を磨き、磨きあげたらどれほど光り輝くのか見てみたい、その欲に駆られているだけの男さ」と開き直っている。ずる賢いがマイペースなところが目立ち、特にウォーリーにはダダ甘気味であり、鴨川（及びヴォルグ）からはあまり高評価を得ていない。
小島亜樹（こじま あき）
小島寿人の妻。子供を孕っている。夫の一歩に対する入れ込み様に理解を示しているが、彼が一歩たちを罵倒していることを知らない。また、生まれてくる子供に一人と名付けたのも彼女である。
リサ
ゴンザレスの恋人。彼のリカルドへの執念に理解を示すも同時に辟易しているところがある。

### 戦後編
ラルフ・アンダーソン
声 - 小杉十郎太
進駐軍の一員。階級は軍曹。戦前はウェルター級世界5位の実力者であり、将来を嘱望されたプロボクサーだったが、戦争のためにボクサーとしての道を断たれて人間性が歪み、退屈しのぎに日本の拳闘のリングに上がって階級違いの日本人拳闘家を一方的に叩きのめして憂さをはらしていた。
夜道でユキに乱暴しようとしたところを猫田と鴨川に邪魔をされたことで遺恨が生まれ、猫田と試合で対戦。猫田のスピードと野生的な勘の前に苦戦を強いられたが、後頭部を打つ反則打（ラビットパンチ）で猫田を再起不能に追い込み辛くも勝利。その試合を観戦していた鴨川の挑戦を受け、体を鍛え直した事とセコンドについたミゲルの助言で終始試合を優位に進めるも、「鉄拳」をボディ（両脇腹）に2発受け、折れた肋骨が内臓に突き刺さり敗北した。
猫田戦の苦戦を教訓に体を鍛え直したことにより、鴨川戦においてはボクサーとしての誇り高い人間性が戻った様子が見られた。
ユキ
声 - 折笠富美子
鴨川・猫田の青年時代の憧れの女性。物語開始時点で既に故人。純朴可憐で気さくな美人。広島市で被爆して体を原爆症に蝕まれており、生きる活力を求めて上京してきた。アンダーソンに乱暴されそうになったところを鴨川と猫田に助けられたことがきっかけで、鴨川・猫田と三人で共同生活を始める。鴨川に対して思いを寄せていたが、アンダーソン戦で鴨川と猫田が引退を余儀なくされた後は、田舎に戻る猫田に寄り添って余生を送ることを選んだ。猫田宅の仏壇には、当時の写真が遺影として祀られている。

### その他の脇役
宮崎（みやざき）
通称「宮崎教授」。「釣り舟幕之内」の昔からの常連客で、サングラスに顎鬚の中年男性。本職は体育大の教授で、仲間連れでよく釣りを楽しんでいる。幕之内家とは親交が深く、孝行息子の一歩の姿に感心している。故・一男の腕っ節の強さを知っているようで、一歩がボクシングを始めたと聞いた時には「血は争えないものだ」と寛子をからかっていた。
温厚篤実な人物で、右拳を骨折した一歩の相談に乗って山口接骨院を推薦した他、寛子が倒れた際にも病院への付添いを務めており、また常連客皆で垂れ幕を用意するなど、一歩の応援団にも貢献している。
アニメ版では名前が出たものの直接の登場はせず、山口接骨院は寛子を通しての紹介ということになっている。
愛川（あいかわ）
声 - 田村ゆかり
一歩の高校時代の同級生。温厚で気さくなクラスの人気者。一歩の初恋の人で、当時はあまり相手にしていなかったが、再会時には彼に想いを寄せるようになった。上述のウォーリー同様思慮深いところがあり、一歩に「ボクシングをやめちゃったの？」と尋ねていた。
一歩の試合を観戦した時はいずれも彼が敗戦したものが多い。
島川（しまかわ）
声 - いずみ尚
プロボクシング審判員。主に後楽園ホールでレフェリーを務める。癖の強いボクサー達を相手にしている為か、苦労が絶えない。
実況アナウンサー
声 - 堀川仁（第1期 - New Challenger）、船越雅史（Rising、日本テレビ事業局コンテンツ事業部長、「Rising」企画 / 元アナウンサー）
アニメでは全試合、ほぼ同じアナウンサー。
世界戦戦リングアナ
世界戦のリングアナウンサー。
ブロッコマン
青木が演じたブロッコリーのCMキャラクター。詳細は青木勝を参照。
スナック・シュガーレイの従業員
八木の行き着けのスナックで、鴨川ジム御用達の祝勝会場となっている「シュガーレイ」のホステス達。アケミさん（声 - 浅野真澄）やスミレさん（声 - 大中寛子）、ママさん（声 - 山口由里子）等のホステスがいる。
先生
声 - 広瀬正志
一歩の高校3年時の担任。当初は一歩に大学進学を勧めていたが、ボクシングに対する熱意を聞いてプロボクサーとしての夢を後押しした。一歩の初タイトルマッチには、梅沢と共に応援に駆けつけている。
森田 クミコ（もりた クミコ）
声 - 川上とも子
一歩の沖田戦後、A級トーナメント開催前に鴨川ジムへ取材でリポーター役を担当したアイドル。一歩とお遊びのスパーリングを行い、揺れる巨乳で一歩を翻弄した。後日オンエアされた番組では、音羽ジムでヴォルグも取材している。
れーコ
声 - 小松由佳
久美の働く病院の先輩看護師。鴨川ジムとの合コン企画に乗り、トミ子、久美、めぐみとともに参加。木村から熱心にアプローチを受けていたが、実は彼氏持ちで、木村から送られたチケットで彼氏と共に観戦に訪れ、意図せず木村を振ってしまう。
めぐみ
声 - 新井繭子
久美の働く病院の先輩看護師。トミ子、久美、れーコととも鴨川ジムとの合コン企画に参加。帰り際に鷹村にラブホテルに連れ込まれそうなり、逃げだした。この事件は週刊誌に掲載されており、勝ったにも関わらず観客から野次が飛ぶ原因になった。
神谷（かみや）
声 - 石野竜三
青木と木村の中学時代の同級生。中学時代は3人でつるんで悪さをしていたが、2人とは別の高校に進学した。空手を始め更生した。
みゆき
声 - 日高奈留美
学生時代の青木の彼女。容姿端麗。青木がゲームセンターで鷹村に一方的に叩きのめされたのを見て他の男に走り、青木の美人に対する苦手意識が本格的になるきっかけを作った。
清田（きよた）、桑原（くわはら）
草野球チーム「P7」のメンバーで、青木・木村の少年野球時代のチームメイト。高校時代に夏の甲子園に出場した経験があるが、草野球では青木と木村に一方的にやられ続けている。
女子アナ
勝利者インタビューに登場する女子アナウンサー。宮田にそっけない態度を取られたり、鷹村のふざけた言動・行動に悩まされたり、栗田の悪辣な言動に言い返せなかったり、間柴にぞんざいに扱われたりするなど癖の強いボクサーやボクシング関係者に振り回されることが少なくない苦労人。
後楽園の主
鷹村と知り合った謎の男。後楽園ホールにいつも居座っている。容姿は小島に似ている。当初は鷹村にあまり心を開いておらず「自分のことは放っておいて下せえ」と突っぱねていたが、彼の気遣いに心を打たれ、友人同士の間柄になる。何故か痩せ細っている。

### ペット・動物
れーコ
木村が子供の頃から自室で飼っているアロワナ。木村が看護師のれーコに振られてからは「れーコ」と名づけられている（それ以前の名前は不明）。飛び跳ねて餌を取ったその様子が、木村のドラゴン・フィッシュ・ブロー開発のヒントとなった。
一歩が餌と間違えて与えた解熱剤を食べてしまい、死にかけた事がある。
ハチ
猫田が飼っている白いオスの大型犬。後ろ足で立ち上がったり、指差して方角を教えたりといった、犬らしからぬ器用さを見せる。
猫田に連れられ、風呂敷に包まれて（違法だが）後楽園ホールに赴くこともあり、一歩対千堂戦（タイトルマッチ）では彼の一鳴きが一歩に合宿時の思い出を甦らせ、絶望の淵から救った。また、対ハンマー・ナオ戦でもポスターに写真が使われている。
その後、雪山で遭難した猫田と鷹村を子供犬と共に救出したこともある。
ハチの子供たち
ハチの子供。5匹生んだうち一匹（ワンポ）は一歩の家に行き、残る4匹はハチと母親と共に猫田のペンションで暮らしている。
ワンポ
声 - 高木渉
一歩の愛犬で白い犬。オス。ハチの子供で、一歩の日本タイトル獲得と20歳の誕生日の記念に猫田から贈られた。一歩の母によって、「一歩」をひねって「ワンポ」という名前をつけられた。糞をする時にしかめっ面をする癖がある。
成長後はハチそっくりの外見となったが、体型は肥満気味。よく早朝に一歩や板垣に続いてロードワークをしており、夕方には一歩の帰りを察して家から迎えに来ることもある。
人懐こく、幕之内家の人間だけでなく梅沢や板垣、木村や久美やヴォルグにも懐いている。しかし、鷹村や千堂との相性は良くない。
作者は、「あれだけ大きいのは秋田犬とアラスカン・マラミュートの雑種だからだろう」と語っている。
トラ
千堂の飼い猫。千堂が子供の頃から飼われており、いつも千堂の祖母の膝の上でゴロゴロしている。
熊
猫田のペンションでの合宿中に出たツキノワグマ。体長は鷹村の身長（185cm）を超えており、通常のツキノワグマと比較しても巨体であり、凶暴。
山道をロードワークしていた鷹村に襲い掛かり、熊特有の驚異的なパワーとスタミナで圧倒、彼の肩や胸に傷を負わせたものの、急所である眉間にカウンターを食らい、それで弱ったところを弱点と確信した鷹村にワンツーの連打を受けて気絶した。子連れだったため鷹村に情けをかけられ見逃されたが、瀕死のところを通りかかった猫田に銃で仕留められ、熊鍋にされてしまった。
この事件は猫田のリークによってスポーツ新聞の一面に載り、（信憑性は薄いものの）日本王者・鷹村の「熊殺し」伝説として世間に知られることとなった。毛皮は後になめされて、鷹村の試合の入場用コスチュームになっている。
扉絵、アニメ版（Rising）エンディングなどでも登場、ゲーム版「VICTORIOUS BOXERS」（PS2作品）では対戦相手として登場している。
サラテ
宮田のペットの黒猫。元は宮田のバイト先のコンビニに迷い猫として預けられていたが、次第に愛着がわいてきた宮田にそのまま飼われることになった。